# Liste von Pferderassen
Die Liste von Pferderassen umfasst über 330 Rassen und basiert auf den aufgeführten Artikeln über die Rassen des Hauspferds (Equus caballus).
Lebende Rassen ohne Artikel bitte  mit Zuchtstandard und Zuchtverband belegen. Auch historische Rassen ohne Artikel müssen reputabel belegt werden.

## A
| Rasse                                                                                             | Beschreibung | Bild | Kurzinformation |
| ------------------------------------------------------------------------------------------------- | --- | ---- | --- |
| Abaco-Wildpferd                                                                                   | Das Abaco-Wildpferd war eine Pferderasse, die auf den Bahamas und in der Dominikanischen Republik lebte. Der Bestand wurde Mitte des 20. Jahrhunderts bis auf drei Exemplare ausgerottet. Seit 2015 gilt die Rasse als ausgestorben. |      | Ursprung: Bahamas, Dominikanische Republik Verbreitung: sehr gering Stockmaß: um 150 cm Farben: alle Farben, vielfach Schecken |
| Abessinier                                                                                        | Der Abessinier ist eine in Äthiopien gezüchtete Kleinpferderasse. Er gilt als schnell und robust und ähnelt dem Araber. |      | Ursprung: Äthiopien Zuchtgebiet: Äthiopien Verbreitung: gering Stockmaß: ca. 138 cm Einsatzgebiet: Reit- und Packpferd |
| Achal-Tekkiner (auch: Achal-Teke-Pferd, turkmenisch Ahal-teke aty, russisch Ахалтекинская лошадь) | Der Achal-Tekkiner zählt zu den ältesten Pferderassen. Durch Isolation auf Wüstenoasen und das wasserarme Wüstenklima auf extreme Härte ausgerichtet, ist er für Distanzstrecken geeignet. |      | Ursprung: Turkmenistan Zuchtgebiet: Turkmenistan, Kasachstan, Kirgisistan, Usbekistan Stockmaß: 150–160 cm Farben: Füchse, Falben, Braune, Rappen, Schimmel Einsatzgebiet: Pferderennen und Distanzreiten |
| Aegidienberger                                                                                    | Der Aegidienberger wurde 1981 begründet und ist aus einer Kreuzung von Isländer und Paso Peruano hervorgegangen. |      | Ursprung: Aegidienberg, 1981 Zuchtgebiet: Deutschland, NRW Verbreitung: Deutschland und Nachbarländer Stockmaß: 143–152 cm Farben: alle Farben Einsatzgebiet: Sport- und Freizeitpferd |
| Albaner (auch: Mysekaja-Pferd)                                                                    | Der Albaner ist ein aus Albanien stammendes Kleinpferd. |      | Ursprung: Albanien Zuchtgebiet: Albanien Verbreitung: Albanien Stockmaß: 130–145 cm Farben: alle Grundfarben Einsatzgebiet: Trag-, Reit- und Zugpferd |
| Altér Real                                                                                        | Der Altér-Real ist eine portugiesische Rasse, die durch das Herrscherhaus Bragança gegründet wurde. |      | Ursprung: Portugal Zuchtgebiet: Portugal Verbreitung: Portugal Stockmaß: 152–162 cm Farben: Braune, Füchse, Schimmel Einsatzgebiet: Hohe Schule |
| American Bashkir Curly Horse (auch: Curly Horse)                                                  | Das American Bashkir Curly Horse stammt aus Nordamerika. Er hat gelocktes Deck- und Langhaar, für das ein dominantes „Curly-Gen“ verantwortlich ist. |      | Ursprung: USA, Nevada Zuchtgebiet: USA, Kanada Verbreitung: Nordamerika, Deutschland, Österreich Stockmaß: 140–165 cm Farben: alle Einsatzgebiet: Sportpferd, Westernpferd, Allergiker-Pferd |
| American Cream Draft Horse                                                                        | Das American Cream Draft Horse ist die einzige Kaltblutpferderasse aus den USA und nach seinem cremefarbenen Fell benannt. |      | Ursprung: USA Zuchtgebiet: USA Verbreitung: selten Stockmaß: 152–170 cm Farben: Cremefarben (Champagne) Einsatzgebiet: Feldarbeit, Fahren |
| American Miniature Horse (auch: Amerikanisches Miniaturpferd, Miniature Horse)                    | American Miniature Horse ist eine Pferderasse aus den USA. |      | Ursprung: Europa Zuchtgebiet: USA Verbreitung: Nordamerika und Europa Stockmaß: höchstens 86,5 cm (34 Zoll) Farben: alle Einsatzgebiet: Fahrpferd, Therapiepferd |
| American Quarter Horse (auch: Quarter Horse)                                                      | |      | Ursprung: USA, 18. Jahrhundert Zuchtgebiet: USA Verbreitung: weltweit verbreitet Stockmaß: 142–165 cm Farben: alle Farben außer Schecken Einsatzgebiet: Westernreiten |
| American Saddlebred (auch: American Saddle Horse, Kentucky Saddler)                               | Das American Saddlebred ist ein Gangpferd. |      | Ursprung: USA Zuchtgebiet: USA, Kanada, Südafrika Verbreitung: Hauptsächlich in den Zuchtgebieten Stockmaß: 151–163 cm Farben: meist Füchse und Braune Einsatzgebiet: Fahr-, Reit- und Showpferd |
| American Shetland Pony (auch: Amerikanisches Shetlandpony)                                        | Das American Shetland Pony ist in die Gruppen Classic American Shetland und Modern American Shetland unterteilt. |      | Ursprung: USA Zuchtgebiet: USA Stockmaß: bis zu 111,8 cm Farben: alle außer Tigerschecken Einsatzgebiet: Kinderreiten und Fahren |
| American Standardbred (auch: Amerikanischer Traber, Standardbred)                                 | Das American Standardbred ist die bedeutendste Traberrasse. |      | Ursprung: USA Zuchtgebiet: Osten der USA speziell Kentucky, Kanada Verbreitung: weltweit Stockmaß: 150–165 cm Farben: meist Braune, Füchse und Rappen Einsatzgebiet: Pferderennen, Freizeitreiten, Gangpferd |
| Andalusier                                                                                        | Andalusier werden landläufig alle in Spanien gezüchteten iberischen Pferderassen genannt. |      | Ursprung: Spanien Zuchtgebiet: Spanien, speziell im Südosten Verbreitung: weltweit Stockmaß: 155–162 cm Farben: Sehr häufig Schimmel, daneben Falben, Braune, Rappen, gelegentlich Füchse Einsatzgebiet: Reitpferd bis zur Hohen Schule, Zucht                                                                                         |
| Anglo-Araber (auch: Malopolski)                                                                   | Der Anglo-Araber − in Polen auch als Malopolski bezeichnet – ist eine seit etwa 150 Jahren vor allem im Süden Frankreichs, in Polen und England gezüchtete Pferderasse, die aus einer Kreuzung von englischem Vollblut und Araberrassen hervorging.                                                                                           |      | Ursprung: Frankreich und Polen Zuchtgebiet: Frankreich, Polen (Malopolski) und England Verbreitung: überwiegend Europa Stockmaß: 155–165 cm in Sektion 1 auch Abweichungen nach oben und unten möglich Farben: alle Einsatzgebiet: Sportpferd, Veredlerrasse, Rennpferd                                                                |
| Anglo-Normanne (auch: Anglo-Normänner, Cob Normand, Normanne, Normänner)                          | Der Anglo-Normanne, vor 1830 als Normanne bezeichnet, ist eine französische Warmblut-Rasse. Ursprüngliches Zuchtgebiet ist die Normandie im Nordwesten Frankreichs. |      | Ursprung: Normandie Zuchtgebiet: Frankreich Verbreitung: weltweit Stockmaß: 150–165 cm Farben: überwiegend Füchse und Braune Einsatzgebiet: Reit- bzw. Arbeitspferd |
| Appaloosa (auch: Palouse horse)                                                                   | Der Appaloosa soll von den Nez Percé in Nordamerika ausgehen. Appaloosas sind Freizeit- und Sportpferde, die vor allem im Westernbereich verbreitet sind. |      | Ursprung: Nordamerika; Palouse-Prärie Idaho Zuchtgebiet: hauptsächlich USA Verbreitung: weltweit Stockmaß: 142–165 cm Farben: alle außer Plattenschecken, häufig Tigerschecken Einsatzgebiet: Reit- und Fahrpferd |
| Araber                                                                                            | Der Begriff Araber ist ein Überbegriff für Pferde, die dem Erscheinungsbild und der Herkunft nach arabischen Ursprungs sind, gleichgültig ob sie von der World Arabian Horse Organization anerkannt sind oder nicht. |      | Ursprung: nicht definierbar Zuchtgebiet: überwiegend Europa und Nordamerika Verbreitung: weltweit Stockmaß: 150+ für Hengste im Hengstbuch I, 148+ für Stuten im Stutbuch I Farben: alle Farben sind zulässig Einsatzgebiet: Sport-, Reit- und Nutzpferd                                                                               |
| Araber-Berber                                                                                     | Der Araber-Berber ist vor ca. 1000 Jahren durch Kreuzung von Arabern und Berbern entstanden. Das Zuchtbuch des Araber-Berbers ist offen, d. h. auch heute ist sowohl die Reinzucht als auch die Kombinationszucht zugelassen. Für die Kombinationszucht sind Berber als auch die der Vollblutaraber zugelassen.                               |      | Ursprung: Algerien, Marokko, Tunesien Zuchtgebiet: überwiegend Nordafrika und Frankreich, wenige Gestüte in Deutschland Verbreitung: Nordafrika, Europa Stockmaß: 150–160 cm Farben: 90 % Schimmel, Füchse, Braune, Falben und Rappen Einsatzgebiet: in Marokko Renn- und Arbeitspferde, in Europa Wander-, Distanz- und Westernreiten |
| Araber-Haflinger (auch: AH)                                                                       | Aus den Arabo-Haflinger genannten Kreuzung von Arabern mit Haflingern (meist arabischer Hengst und Haflingerstute), die um 1960 aufkam, entstand in Österreich die Pferderasse Araber-Haflinger. |      | Ursprung: Österreich Zuchtgebiet: Österreich Verbreitung: Österreich Stockmaß: 142–152 cm Farben: vorrangig Füchse, auch Falben und Schimmel und selten andere Farben Einsatzgebiet: Reit-/Freizeit- und Fahrpferd |
| Araberpinto (auch: Pintabian, Pintarab)                                                           | Der Araberpinto ist eine Farbrasse. Diese ist selten, es sind nur ca. 300 Pferden registriert. |      | Ursprung: USA Zuchtgebiet: Nordamerika Verbreitung: Nordamerika, Europa Stockmaß: ca. 150 cm Farben: Tobiano-Schecken Einsatzgebiet: Reit- und Showpferd |
| Arabisches Halbblut                                                                               | Das Arabische Halbblut, auch Partbred-Araber oder Arabisches Partbred, ist ein Pferd, welches mindestens einen Anteil von 25 % – angestrebt sind mindestens 50 % – arabischen Blutes aufweisen muss. Zuchtziel sind die typischen Rassemerkmale des Vollblutarabers, wie Härte und Ausdauer, jedoch in einem größeren Rahmen stehend.         |      | Zuchtgebiet: Überwiegend Europa und Nordamerika Verbreitung: weltweit Stockmaß: sehr variabel Farben: alle Einsatzgebiet: Reitpferd, Gebrauchszucht |
| Arabofriese                                                                                       | Der Arabofriese ist eine basierend auf dem Friesen gezüchtete Sportpferderasse. Das Erscheinungsbild ist vom Reinfriesen kaum zu unterscheiden. Das Hauptzuchtgebiet sind die Niederlande. |      | Ursprung: Niederlande Zuchtgebiet: Niederlande Verbreitung: gering Stockmaß: 155–170 cm Farben: Rappen Einsatzgebiet: Fahrsport und Dressur |
| Ardenner                                                                                          | Der Ardenner ist ein sehr massiges Kaltblutpferd aus den Ardennen das heute in erster Linie als Schlachtpferd, aber auch als Zugtier gezüchtet wird. |      | Ursprung: Belgien, Frankreich Zuchtgebiet: Belgien, Luxemburg, Frankreich, Schweden Verbreitung: gering Stockmaß: 155–162 cm Farben: meist Schimmel, auch Braune und gestichelte Füchse Einsatzgebiet: Schlachtung, Zugleistung |
| Arenberg-Nordkirchener Pony                                                                       | Das Arenberg-Nordkirchener Pony war eine Ponyrasse aus dem Münsterland. |      | Ursprung: Münsterland Zuchtgebiet: Münsterland Verbreitung: ausgestorben Stockmaß: 130–140 cm Farben: Dunkelbraune, Rappen Einsatzgebiet: Kinderreitpferd |
| Arravani                                                                                          | Der Arravani ist eine Gangpferde-Rasse aus der griechischen Peloponnes. Er ist bekannt für seinen Tölt. |      | Ursprung: Peloponnes Zuchtgebiet: Griechenland Verbreitung: Griechenland, Deutschland Stockmaß: 125–147 cm Farben: Rappen, Füchse, Braune, Schimmel Einsatzgebiet: Reitpferd |
| Assateague-Pony (auch: Chincoteague-Pony)                                                         | Das Assateague-Pony ist auf der nordamerikanischen Atlantikinsel Assateague Island beheimatet. Dort leben die Ponys in freier Wildbahn, stehen aber unter menschlicher Obhut. Ein Teil der Jungpferde wird regelmäßig verkauft. Die Chincoteague Pony Breeders Association wurde 2006 gegründet.                                              |      | Ursprung: Assateague Zuchtgebiet: USA Verbreitung: USA Stockmaß: um 122 cm Farben: alle Farben, meist Schecken |
| Asturcon-Pony (auch: Asturcón, Asturier)                                                          | Das Asturcon-Pony (auch Asturier genannt, span. Asturcón) ist eine autochthone Pferderasse der nordspanischen Provinz Asturien, die dort halbwild in den Bergen der Sierra de Sueve gehalten wird. Daneben gibt es eine Reihe von Gestüten, die sich um die Erhaltung dieser Rasse bemühen. Außerhalb der Region sind Asturcones sehr selten. |      | Ursprung: Spanische Atlantikküste Zuchtgebiet: Asturien Verbreitung: selten außerhalb des Zuchtgebiets Stockmaß: 120–135 cm Farben: ausschließlich Rappen und Füchse Einsatzgebiet: Fahr- und Kinderreitpony |
| Australian Stock Horse (auch: Australisches Stockhorse, Stockhorse)                               | Das Australian Stock Horse wird hauptsächlich als Gebrauchspferd für australischen Viehzüchter für landwirtschaftliche Arbeiten gezüchtet. |      | Ursprung: New South Wales Zuchtgebiet: Australien Verbreitung: Australien Stockmaß: 145–160 cm Farben: überwiegend Braune und Füchse Einsatzgebiet: Reit- und Arbeitspferd |
| Australisches Pony                                                                                | Das Australische Pony ist ein Kinderreitpony, welches ursprünglich aus Australien stammt. Die Zucht wird von der „Australian Pony Stud Book Society“ überwacht, einem 1929 gegründeten Zuchtverband, der das Zuchtziel festlegt. |      | Ursprung: Australien Zuchtgebiet: Australien Verbreitung: vor allem im Zuchtgebiet Stockmaß: 120–140 cm Farben: meist Schimmel, auch Braune, Füchse, Falben Einsatzgebiet: Kinderreitpferd |
| Australisches Reitpony (auch: Australian Riding Pony)                                             | Das Australische Reitpony baut auf dem British Riding Pony auf. Sie wird in den Kategorien Show Pony und Show Hunter Pony gezüchtet. |      | Ursprung: Australien Zuchtgebiet: Australien Stockmaß: bis 147 cm Farben: bevorzugt Grundfarben Einsatzgebiet: Reit- und Sportpony |
| Australisches Warmblut (auch: Australian Warmblood)                                               | Das Australische Warmblut ist eine Australische Pferderasse. |      | Ursprung: Australien Hauptzuchtgebiet: Australien Verbreitung: über 25.000 Pferde Stockmaß: ab 1,58 Meter Farben: Alle Grundfarben, keine Schecken Haupteinsatzgebiet: Reitpferd, Sportpferd |
| Auxois                                                                                            | Der Auxois ist eine schwere Kaltblutpferderasse aus Frankreich. Die Rasse wird vorwiegend als Arbeitspferd eingesetzt. |      | Ursprung: Frankreich, 19. Jahrhundert Zuchtgebiet: Frankreich Verbreitung: Frankreich, Belgien Stockmaß: ca. 160 – ca. 168 cm Farben: Vorwiegend Braune, selten Füchse Einsatzgebiet: Arbeits- und Zugpferd |
| Azteke                                                                                            | Der Azteke ist eine junge Gebrauchspferderasse aus Mexiko. Dort werden sie seit Anfang der 1970er Jahre unter anderem im Gestüt Rancho San Antonio in Texcoco gezüchtet. |      | Ursprung: Mexiko Zuchtgebiet: Mexiko Verbreitung: gering Stockmaß: ca. 150 cm Farben: alle außer Schecken Einsatzgebiet: Reit- und Arbeitspferd |

## B
| Rasse | Beschreibung | Bild | Kurzinformation |
| --- | --- | ---- | --- |
| Baleare (auch: Balearenpony, spanisch: Caballo mallorquín, katalanisch: Cavall mallorquí, Mallorca-Pferd, Mallorquiner) | Das Balearenpony ist eine alte, vom Aussterben bedrohte Mittelmeerrasse aus Spanien. |      | Ursprung: Mallorca Zuchtgebiet: Spanien Verbreitung: gering Stockmaß: 140–150 cm Farben: Rappen, Braune Einsatzgebiet: Saum-, Fahr-, Reitpferd |
| Baluchi | Das Baluchi ist eine Pferderasse aus Pakistan. Die Pferde sind ausdauernd, flink, genügsam und werden als Reit- und Zugpferde verwendet. |      | |
| Ban'ei (auch: Ban-ei Keiba)                                                                                             | Das Japanische Zugpferd, ein schwerer Kaltblüter, wurde auf der Grundlage eines einheimischen Stutenstamms mit europäischen importierten Kaltbluthengsten entwickelt. Die Pferde wurden ursprünglich in der Landwirtschaft, zur Pferdefleisch-Gewinnung und für die Ban'ei verwendet. Der Schwerpunkt der japanischen Kaltblutzucht liegt auf Hokkaido. |      | |
| Banker Horse | Das Banker Horse ist eine halbwild auf den Outer Bank Islands in dem US-amerikanischen Bundesstaat North Carolina lebende Pferderasse. Es wird vermutet, dass sie sich aus spanischen Pferden ungefähr im 16. Jahrhundert entwickelt haben. Trotz eines Stockmaßes um 140 cm weisen die Banker Horses die typischen Merkmale eines Pferdes auf.         |      | Ursprung: USA, North Carolina, Outer Banks Zuchtgebiet: North Carolina, Outer Bank Islands Verbreitung: wenige hundert Tiere Stockmaß: um 140 cm Farben: Füchse, Braune, Rappen und Isabellen Einsatzgebiet: Beweidung                                                                          |
| Bardigiano | Der Bardigiano ist ein Gebirgspferd aus den nördlichen Apenninen, das seinen Namen von der Stadt Bardi im oberen Ceno-Tal erhalten hat. |      | Ursprung: Norditalien Zuchtgebiet: Italien Verbreitung: gering Stockmaß: 135–149 cm Farben: Rappen, Dunkelbraune und Braune Einsatzgebiet: Pack- und Zugpferde, Tourismus (Trecking), Fleischproduktion, Reitpferd, landwirtschaftliche Arbeiten                                                |
| Baschkire (auch: Curly Bashkir, Bashkirskaya, Baschkirsky)                                                              | Der Baschkire ist ein widerstandsfähiges Pony, dessen Ursprung in der russischen Steppe südlich des Urals liegt. |      | Ursprung: Russland Zuchtgebiet: Russland Verbreitung: Russland Stockmaß: 132–152 cm Farben: Braune und Füchse, viele Falben Einsatzgebiet: Milchg, Fleisch, Packpferd, Zugpferd |
| Basuto-Pony | Das Basuto-Pony ist eine südafrikanische Pferderasse, die ihren Namen vom viehzüchtenden Stamm der Basuto bekam. |      | Ursprung: Südafrika Zuchtgebiet: Südafrika Stockmaß: 140–150 cm Einsatzgebiet: Reit- und Packpferd |
| Batak-Pony | Das Batak-Pony ist eine indonesische Ponyrasse von der Insel Sumatra. |      | Ursprung: Indonesien (Nord-Sumatra) Zuchtgebiet: Sumatra Verbreitung: Indonesien Stockmaß: 122–132 cm Farben: alle Einsatzgebiet: Reitpony |
| Bayerisches Warmblut | Das Bayerische Warmblut ist eine alte deutsche Pferderasse, deren Züchtung im Laufe der Zeit – ähnlich der des Württemberger Warmbluts – einer wechselhaften Geschichte unterlag. |      | Ursprung: Rottal Bayern Zuchtgebiet: Bayern, England Verbreitung: gering, in Deutschland ca. 140 Zuchthengste, ca. 4000 Zuchtstuten Stockmaß: 162–175 cm Farben: Braune, Füchse, seltener Rappen und Schimmel Einsatzgebiet: Sportpferd, Reit- und Nutzpferd                                    |
| Belgisches Reitpony | Die Zucht des Belgischen Reitponys begann 1973. Es gibt zwei Typen. Der kleine Typ hat ein Stockmaß von 110 bis 132 cm, der größere eine Widerristhöhe von 132 bis 149 cm. Es wird im Allgemeinen ein Sportponytyp angestrebt. Das Zuchtbuch ist offen.                                                                                                 |      | Ursprung: Belgien Zuchtgebiet: Belgien Verbreitung: 240 – 360 Exemplare Stockmaß: je nach Typ 110–132 cm oder 132–149 cm Farben: Füchse, Braune, Palominos und Schimmel Einsatzgebiet: Reit- und Sportpony                                                                                      |
| Belgisches Warmblut (auch: niederländisch Belgisch Warmbloedpaard, BWP)                                                 | Das Belgische Warmblut ist eine junge Pferderasse, mit deren Erschaffung sowohl der Reitsport als auch die Warmblutzucht in Belgien angesiedelt wurde. |      | Ursprung: Belgien Zuchtgebiet: Belgien, USA Verbreitung: Belgien, Europa, USA Stockmaß: ca. 160 cm Farben: alle Grundfarben Einsatzgebiet: Sportpferd |
| Berber | Der Berber ist neben dem Arabischen Vollblut eine der ältesten Pferderassen. |      | Ursprung: Algerien, Marokko, Tunesien Zuchtgebiet: Nordafrika, Frankreich, Deutschland Verbreitung: Nordafrika, Europa Stockmaß: 145–157 cm Farben: Überwiegend Schimmel, aber auch Füchse, seltener Braune und Rappen Einsatzgebiet: Reitpferd, Dressur, Distanzsport, Zucht, Geländereitpferd |
| Boerpferd (auch: Afrikaans Boerperd)                                                                                    | Das Boerpferd ist eine Pferderasse aus Südafrika. |      | Ursprung: Südafrika Zuchtgebiet: Südafrika Stockmaß: ca. 147–167 cm Farben: alle, Schecken nicht zur Zucht zugelassen Einsatzgebiet: Früher Arbeitspferd, mittlerweile Sport- und Freizeitpferd                                                                                                 |
| Bosniak (auch: Bosnisches Gebirgspferd)                                                                                 | Der Bosniake ist das typische, genügsame Gebirgspferd der Dinariden. Bosniaken sind von Kroatien, Bosnien, Montenegro und Serbien bis nach Makedonien verbreitet. Sie waren bis in die 1960er die wichtigsten landwirtschaftlichen Arbeitstiere in den Bergregionen des Westbalkans und sind vielfältig nach Westeuropa exportiert worden.              |      | Ursprung: Bosnien Zuchtgebiet: ehemaliges Jugoslawien, Deutschland Verbreitung: ehemaliges Jugoslawien, Deutschland Stockmaß: 132–147 cm Farben: Falben, Rappen, Füchse, Braune, Schimmel, Isabell Einsatzgebiet: Säumer, Landwirtschaft, Reit-, Last-, Zugpferd                                |
| Boulonnais | Boulonnais ist eine in der französischen Region Picardie beheimatete Kaltblutpferderasse mit ausgeprägtem orientalischen Einfluss. |      | Ursprung: Picardie Zuchtgebiet: Frankreich Stockmaß: 150–170 cm Farben: überwiegend Schimmel Einsatzgebiet: Zug- und Arbeitspferd |
| Brabanter (auch: Belgisches Kaltblut, Flamländer, Flämisches Pferd)                                                     | Der Brabanter ist eine Kaltblut-Pferderasse aus dem belgischen Zuchtgebiet Brabant. |      | Ursprung: Belgien Zuchtgebiet: Belgien Verbreitung: Europa Stockmaß: 165–173 cm Farben: meist Rotschimmel mit schwarzen Punkten Einsatzgebiet: Zugpferd, Landarbeit |
| Brandenburger Warmblut                                                                                                  | Das Brandenburger Warmblut ist eine Pferderasse, die trotz ihrer langen Geschichte in ihrer heutigen Ausprägung erst in den 1960er Jahren in der Deutschen Demokratischen Republik entstand. |      | Ursprung: Brandenburg Zuchtgebiet: Brandenburg Verbreitung: gering, ca. 60 Zuchthengste und 1600 Zuchtstuten Stockmaß: 162–170 cm Farben: vorwiegend Braune, Füchse und Rappen Einsatzgebiet: Reitpferd                                                                                         |
| Bretone | Der Bretone ist eine Pferderasse, die aus der Bretagne stammt. Sie enthält drei Typen: das Trait Breton – ein schweres Zugpferd, das etwas kleinere und leichtere Petit Trait Breton und den leichter gebauten Postier. |      | Ursprung: Frankreich Zuchtgebiet: Nordwest Frankreich Verbreitung: nur lokal Stockmaß: 150–160 cm Farben: Schimmel, Füchse, Braune Einsatzgebiet: Landarbeit und leichte Zugarbeit |
| Britisches Warmblut (auch: englisch British Warmblood)                                                                  | Das Britische Warmblut ist eine im Vereinigten Königreich gezüchtete Sportpferderasse. |      | Ursprung: Vereinigtes Königreich Stockmaß: um 157 cm bis 173 cm |
| British Riding Pony | British Riding Ponys werden für verschiedene Sparten des Turnierreitsports gezüchtet, weshalb die Ponys nicht immer einheitlich sind. Die Ponys werden in verschiedene Größenklassen eingeteilt. Die National Pony Society, die 1893 gegründet wurde, kontrolliert die Zucht.                                                                           |      | Ursprung: Großbritannien Zuchtgebiet: Großbritannien Verbreitung: Unbekannt Stockmaß: bis 147 cm Farben: meist Füchse, Braune und Schimmel Einsatzgebiet: Reit- und Sportpony |
| Brumby | Brumbys stammen von domestizierten Pferden und von Reitpferden ab, die nach dem Goldrausch in der Mitte des 19. Jahrhunderts freigelassen wurden. Die Pferde können eine Höhe von 135 bis 150 cm im Stockmaß erreichen. Brumbys gelten als ausdauernd, wendig, schnell und wild.                                                                        |      | Ursprung: Australien Zuchtgebiet: Australien Verbreitung: Australien |
| Budjonny | Der Budjonny ist eine Warmblutpferderasse aus Russland. |      | Ursprung: Südrussland Zuchtgebiet: Steppe um Rostow am Don Verbreitung: hauptsächlich Russland Stockmaß: ca. 160 cm Farben: Füchse und Braune mit Goldglanz Einsatzgebiet: Springen, Distanz, Freizeit                                                                                          |
| Burguete (auch: baskisch Aurizko zaldia)                                                                                | Der Burguete kommt aus dem baskischen Ort Burguete. |      | Ursprung: Baskenland Zuchtgebiet: Baskenland Verbreitung: Navarra Stockmaß: 145-150 cm Farben: Braune Einsatzgebiet: Pferdefleisch |

## C
| Rasse                                                                    | Beschreibung | Bild                                         | Kurzinformation |
| ------------------------------------------------------------------------ | --- | -------------------------------------------- | --- |
| Calabreser                                                               | Der Calabreser (oder Kalebreser) ist ein italienisches Warmblutpferd. |                                              | Ursprung: Italien Zuchtgebiet: Italien Stockmaß: 160 cm-170 cm Farben: Schimmel, Brauner, Fuchs, Rappe Einsatzgebiet: Reitsport |
| Camargue-Pferd                                                           | Das Camargue-Pferd ist ein kleines robustes Hauspferd, das vorwiegend in der Camargue – dem Rhône-Delta Südfrankreichs in einem Wilden Gestüt gezüchtet wird. |                                              | Ursprung: Rhone-Delta Südfrankreichs, Beginn der Zeitrechnung Zuchtgebiet: Südfrankreich Verbreitung: Frankreich, auch Italien und Deutschland Stockmaß: 135–150 cm Farben: fast nur Rapp- oder Braunschimmel Einsatzgebiet: Arbeits, Reit- und Lastpferd |
| Campeiro                                                                 | Der Campeiro – wörtlich übersetzt Feldpferd –, volkstümlich auch als Marchador das Araucárias (unübersetzbare Folklore mit mehreren gleichzeitigen Bedeutungen) bezeichnet, ist eine brasilianische Pferderasse, die ihren Ursprung im 16. Jahrhundert hat, als spanische und portugiesische Pferde in der Hochebene in Santa Catarina angesiedelt wurden. |                                              | Ursprung: Brasilien Zuchtgebiet: Santa Catarina Stockmaß: 146 cm Farben: Fuchs, Braun, Grauschimmel Einsatzgebiet: Hirtenpferd, Reitpferd, leichtes Zugpferd                                                                                              |
| Campolina                                                                | Der Campolina ist eine brasilianische Pferderasse, die ihren Namen Cassiano Campolina, einem Landwirt in Entre Rios de Minas, Bundesstaat Minas Gerais, verdankt. |                                              | Ursprung: Brasilien Zuchtgebiet: Brasilien Verbreitung: Im ganzen amerikanischen Kontinent Stockmaß: 150–160 cm Farben: alle Einsatzgebiet: Reit-, Hirten-, Arbeitspferd                                                                                  |
| Canadian Horse                                                           | Das Canadian Horse oder Cheval Canadien ist klein, gut proportioniert, mit einem kräftigen Hals, einer muskulösen Vorhand, einem kompakten Rumpf und einer kraftvollen Hinterhand. |                                              | Ursprung: Kanada, 18. Jahrhundert Hauptzuchtgebiet: Kanada Verbreitung: außerhalb Kanadas gering Stockmaß: 142–162 cm Farben: meist Rappen, auch Braune und Füchse Einsatzgebiet: Turnier-, Arbeits- und Reitpferd                                        |
| Castillonnais (früher auch cheval du Biros oder Saint-Gironnais)         | Der Castillonnais ist nach dem Bergort Castillon en Couseran in seinem Ursprungsgebiet in den Pyrenäen benannt. Zuchtziel ist ein kräftiges, robustes, trittsicheres und genügsames Allroundpferd mit einer Größe von 1,35 m bis 1,55 m. Die Farbe ist fast immer kastanienbraun mit füligem Langhaar. Der Ursprung der Rasse ist unklar, Höhlenmalereien weisen auf eine lange Geschichte hin. Eine planvolle Zucht nach äußeren Merkmalen gab es lange Zeit nicht, die Pferde wurden nach ihren Gebrauchseigenschaften ausgewählt. Traditionell verbringen die Stuten- und Jungpferdeherden mit einem Hengst den Sommer auf hochgelegenen Bergweiden. 1996 wurde die Rasse vom französischen Ministerium für Landwirtschaft anerkannt und führt ein Stutbuch. | Vater Eveil 'd Equivita und Tochter Inawazin | Ursprung: Frankreich Zuchtgebiet: Frankreich Verbreitung: Frankreich Stockmaß: 135–155 cm Farben: dunkelbraun mit hellen Flanken und hellem Maul, braun Einsatzgebiet: Reit-, Trag- und Arbeitspferde                                                     |
| Cheval de Henson (auch: Henson-Pferd)                                    | Das Cheval de Henson ist eine französische Pferderasse, die zwischen 25 und 75 % Fjordpferdeblut führt und 2003 in Frankreich anerkannt worden ist. |                                              | Ursprung: Frankreich Zuchtgebiet: Frankreich, Schwerpunkte Somme-Niederung und Marquenterre in der Picardie Verbreitung: etwa 1.000 Tiere (Stand: 2008) Stockmaß: 150–160 cm Farben: ausschließlich Falben Einsatzgebiet: Reittourismus                   |
| Cheval de Selle Français (auch: Französisches Reitpferd, Selle Français) | Das Cheval de Selle Français ist die wichtigste französische Sportpferderasse. Es wird hauptsächlich zum Springen eingesetzt. Die Rasse wurde 1958 aus Pferden vom Reitpferdetyp aus ganz Frankreich zusammengestellt, wobei Pferde anglo-normannischer Abstammung einen wesentlichen Anteil hatten. |                                              | Ursprung: Frankreich Verbreitung: Frankreich Stockmaß: 155–175 cm Farben: Brauner, Rappe, Fuchs, selten Schimmel Einsatzgebiet: Arbeitspferd, Reitpferd, Nutzpferd                                                                                        |
| Chinesischer Guoxia                                                      | Der Chinesische Guoxia (chinesisch 果下馬 / 果下马, Pinyin guǒxià mǎ) ist eine Rasse südchinesischer Miniponys, die etwa einen Meter groß werden. |                                              | Ursprung: China, Debao, Guizhou, Yunnan, Sichuan, Ningqiang Zuchtgebiet: China, Debao, Guizhou, Yunnan, Sichuan, Ningqiang Stockmaß: 96–104 cm |
| Cleveland Bay                                                            | Das Cleveland Bay ist eine englische Pferderasse, deren Ursprung im Mittelalter liegt. Es wird auch als Old Cleveland Bay bezeichnet, um es besser vom New Cleveland Bay – auch Yorkshire Coach Horse genannt – abzugrenzen. |                                              | Ursprung: England, Mittelalter Zuchtgebiet: Yorkshire Verbreitung: gefährdete Rasse Stockmaß: 162–172 cm Farben: Braune Einsatzgebiet: Fahrsport |
| Clydesdale                                                               | Das Clydesdale ist ein kraftvolles Kaltblutpferd, das im 18. Jahrhundert in Schottland im Tal des Flusses Clyde entstand. Die Rasse ist in den USA bekannt geworden, da der Bierhersteller Anheuser-Busch sie in Werbespots für die Marke Budweiser als Zugpferd zeigt und als Maskottchen benutzt. |                                              | Ursprung: Schottland, 18. Jahrhundert Zuchtgebiet: USA Verbreitung: gering Stockmaß: 163–193 cm Farben: Braune, selten Rappen Einsatzgebiet: Zugpferd |
| Colorado Ranger                                                          | Der Colorado Ranger (auch Coloradobred) ist regional verbreitet und wird als Freizeit- und Arbeitspferd im Westernbereich eingesetzt. |                                              | Ursprung: USA Zuchtgebiet: USA Stockmaß: Durchschnittlich 155 cm Farben: alle Farben Einsatzgebiet: Reit- und Kutschpferd |
| Comtois                                                                  | Der Comtois ist eine Pferderasse, die hauptsächlich in Frankreich und im Schweizer Jura verbreitet ist. |                                              | Ursprung: Frankreich Verbreitung: Frankreich Stockmaß: 145–155 cm Farben: Brauner, Fuchs Einsatzgebiet: mittelschweres Zugpferd, landwirtschaftliche Arbeiten                                                                                             |
| Connemara-Pony                                                           | Connemara-Ponys sind irische Reitponys. Ihre Heimat, die Landschaft Connemara, liegt am äußersten Westzipfel Irlands. Sie ist feucht, karg und auch heute noch von Menschen nur dünn besiedelt. Aber seit vielen Jahrhunderten leben dort kleine Pferde halbwild in den torfigen Sümpfen und Geröllhängen. Diese Ponys wurden schon immer wegen ihrer Genügsamkeit, Gesundheit und Zuverlässigkeit geschätzt. |                                              | Ursprung: Irland Zuchtgebiet: Connemara Verbreitung: Europa Stockmaß: 138–153 cm Farben: meist Schimmel oder Falben Einsatzgebiet: Reitpferd, landwirtschaftliche Arbeiten                                                                                |
| Criollo                                                                  | Der kompakt gebaute, zähe Criollo definitivo wird als Reit- und Westernpferd eingesetzt und ist Südamerika verbreitet. Im November 2017 wurde der Criollo zum Nationalpferd und Kulturerbe Argentiniens erklärt. |                                              | Ursprung: Südamerika, 16. Jahrhundert Zuchtgebiet: Südamerika, Karibik Verbreitung: in Südamerika stark verbreitet Stockmaß: 142–152 cm Farben: alle Einsatzgebiet: Reit-, Hirten-, Patrouillenpferd                                                      |

## D
| Rasse                                 | Beschreibung | Bild | Kurzinformation |
| ------------------------------------- | --- | ---- | --- |
| Dänisches Warmblut                    | Das Dänische Warmblut ist eine aus Dänemark stammende Warmblut-Pferderasse, die Mitte des 20. Jahrhunderts speziell für den modernen Springsport gezüchtet wurde. |      | Ursprung: Dänemark, 20. Jahrhundert Zuchtgebiet: Dänemark Verbreitung: Dänemark Stockmaß: 160–170 cm Farben: alle Grundfarben Einsatzgebiet: Sportpferd |
| Dales-Pony                            | Das Dales-Pony ist eine kleine Pferderasse von der Ostseite der Pennines im Norden Englands. Sie verfügen über große Ausdauer und wurden als Packpferde genutzt. |      | Ursprung: östliche Pennines Zuchtgebiet: Nordengland Verbreitung: gering Stockmaß: 135–147 cm Farben: meist Rappen und Dunkelbraune Einsatzgebiet: Pack- und Reitpferd |
| Danubier (auch: Donaupferd, Dunavska) | Der Danubier ist eine 1920 in Bulgarien im Donautal gezüchtete Warmblutrasse. Heutzutage findet man sie vor allem in Bulgarien, Ungarn, Kroatien, Bosnien-Herzegowina, Mazedonien und Slowenien. |      | |
| Dartmoor-Pony                         | Das Dartmoor-Pony ist eine im Südwesten Englands beheimatete kleinwüchsige Ponyrasse. |      | Ursprung: Südwest-England, 11. Jahrhundert Zuchtgebiet: England Verbreitung: Zuchten überall in Europa, den USA und Australien Stockmaß: 116–127 cm Farben: meist Rappen und Braune, Füchse und Schimmel, keine Schecken, keine großflächige Abzeichen Einsatzgebiet: Fahr- und Kinderreitpferd Landschaftsschutz- und Biotoppflege |
| Davertnickel                          | Die Davertnickel waren eine wild lebende Hauspferderasse, die seit Anfang des 19. Jahrhunderts ausgestorben ist. |      | Ursprung: Deutschland Zuchtgebiet: Davert Verbreitung: ausgestorben Stockmaß: bis 152 cm Einsatzgebiet: Zugpferd in Landwirtschaft und Militär |
| Delibos                               | Der Delibos (auch Deliboz) ist eine Pferderasse Aserbaidschans. Er wird auch als Delibos-Aserbaidschaner, als der Kazakh von Azerbeijan oder als das Azerbaijan-Pferd bezeichnet. |      | Ursprung: Aserbaidschan, 19. Jahrhundert Zuchtgebiet: Aserbaidschan Verbreitung: sehr gering Stockmaß: 150–155 cm Farben: alle Einsatzgebiet: Reitpferd |
| Deutsches Classic-Pony                | Das Deutsche Classic-Pony ist ein vom Shetlandpony abstammendes Kleinpferd im Vollbluttyp. |      | Ursprung: Deutschland Zuchtgebiet: Deutschland Verbreitung: Deutschland, ca. 40 Hengste und ca. 200 Stuten Stockmaß: bis ca. 112 cm Farben: alle, meist Füchse mit hellem Langhaar Einsatzgebiet: Reitpony für kleine Kinder, Fahrpony                                                                                              |
| Deutsches Partbred-Shetlandpony       | Das Deutsche Part-Bred Shetland Pony stammt vom Shetlandpony ab und wird seit 1999 in einem eigenen Zuchtbuch geführt. |      | Ursprung: Shetlandinseln/Deutschland Zuchtgebiet: Deutschland Verbreitung: in Deutschland ca. 170 Zuchthengste und ca. 1000 Zuchtstuten Stockmaß: bis 112 cm Farben: alle Einsatzgebiet: Kinder- und Fahrpony |
| Deutsches Reitpony                    | Das Deutsche Reitpony ist die erfolgreichste deutsche Ponyzüchtung. |      | Ursprung: Deutschland, 20. Jahrhundert Zuchtgebiet: Deutschland Verbreitung: in Europa stark verbreitet Stockmaß: 138–148 cm Farben: alle Pferdefarben Einsatzgebiet: Turnierpony |
| Deutsches Sportpferd                  | Das Deutsche Sportpferd ist eine seit dem Jahr 2003 gezüchtete Warmblutpferderasse. Sie entstand durch die Schaffung eines gemeinsamen Ursprungszuchtbuchs für ihre Reitpferdepopulation der Pferdezuchtverbände Berlin-Brandenburg, Sachsen-Anhalt, Sachsen und Thüringen. |      | Ursprung: Brandenburg, Sachsen, Sachsen-Anhalt, Thüringen Zuchtgebiet: Brandenburg, Sachsen, Sachsen-Anhalt, Thüringen Stockmaß: um 165 cm Farben: alle Farben Einsatzgebiet: Reitpferd, Sportpferd |
| Dölepferd                             | Das Dölepferd – auch Gudbrandsdal-Pferd – ist eine norwegische Pferderasse, die zu den Kleinkaltblütern zählt. Es besitzt außergewöhnlichen Leistungen bei Trabrennen. |      | Ursprung: Norwegen, 5.–9. Jahrhundert Zuchtgebiet: Norwegen, speziell die Ostprovinzen und Gudbrandsdal Verbreitung: Norwegen Stockmaß: 145–157 cm Farben: überwiegend Braune und Rappen, Fuchs Einsatzgebiet: Zug-, Reit- und Wagenpferd, Trabrennen, Landwirtschaft                                                               |
| Dombes-Halbblut                       | Das Dombes-Halbblut (französisch demi-sang de la Dombes, auch bekannt als cheval de Bresse oder demi-sang de l'Ain) ist eine ausgestorbene französische Pferderasse aus den historischen Regionen Dombes und Bresse im heutigen Département Ain. |      | Ursprung: Frankreich Zuchtgebiet: Frankreich Verbreitung: Frankreich Stockmaß: 156–160 cm Farben: Brauner, Schwarzer Einsatzgebiet: Leichte Kavallerie, Springreiten, Cross-Country und Parforcejagd |
| Don-Pferd                             | Das Don-Pferd ist eine alte Rasse, von den Donkosaken in der russischen Steppe gezüchtet wurde. Sie hatten auch Anteil an der Vertreibung Napoleons Großer Armee und wurden dadurch bekannt. |      | Ursprung: Russland, am Don Zuchtgebiet: Russland Verbreitung: vor allem Russland Stockmaß: 158–168 cm Farben: überwiegend Goldfüchse Einsatzgebiet: vielseitig einsetzbares Reitpferd |
| Dongolavi (auch Dongola-Pferd)        | Der Dongolavi ist eine dem Berber ähnliche, sudanische Pferderassen, die als hart und schnell beschrieben wird. Die von ägyptischen, arabischen und nordafrikanischen Pferden abstammende Dongolavis kommen sehr lange ohne Wasser aus. In Äthiopien und Somalia werden die Dongolavis größer, kräftiger und qualitätsvoller als in ihrem Ursprungsland gezüchtet. In Deutschland bekannt waren der Hengst Ali Pascha und die Stute Randy, welche im für die Zucht von orientalischen Pferden bekannten württembergischen Gestüt Weil standen. |      | Ursprung: Sudan Verbreitung: Sudan, Äthiopien und Somalia Stockmaß: rund 145 cm Farben: oft Rappen und Braune mit großflächigen Abzeichen |
| Dülmener Wildpferd                    | Das Dülmener Wildpferd lebt in Dülmen in Westfalen im Merfelder Bruch, einem rund 350 Hektar großen Naturschutzgebiet. In der Wildpferdebahn leben rund 300 Pferde. Sie gehört zu den ältesten deutschen Pferderassen und wird seit 1994 auf der Roten Liste der gefährdeten Nutztierrassen der GEH geführt und als extrem gefährdet eingestuft. |      | Ursprung: Deutschland Zuchtgebiet: Deutschland Verbreitung: Deutschland Stockmaß: 125–135 cm Farben: meist Falben, keine Abzeichen Einsatzgebiet: Reiten, Fahren, Distanz |

## E
| Rasse               | Beschreibung | Bild | Kurzinformation |
| ------------------- | --- | ---- | --- |
| Edelbluthaflinger   | Der Edelbluthaflinger entstand in den 1960er Jahren aus Haflingern, die durch Erhöhen der Araberblutanteiles veredelt wurden, um ein modernes vielseitiges sportliches Kleinpferd zu erhalten. Seit 2006 wird in der Zuchtverbandsordnung der FN ein Zuchtbuch und ein Stutbuch Edelbluthaflinger geführt. Kriterium für den Eintrag in die Zuchtbücher ist ein Araberblutanteil zwischen 1,57 % und 25 %, wobei die Anteile sechs Generationen zurückverfolgt werden.          |      | Ursprung: Deutschland Zuchtgebiet: Deutschland Verbreitung: Deutschland und restliches Europa. 2007 waren 50 Hengste, 2008 etwa 2.260 Zuchtstuten eingetragen. Stockmaß: 142–152 cm Farben: Lichtfüchse, helle Mähne und heller Schweif erwünscht. Weiße Abzeichen am Kopf erlaubt. Einsatzgebiet: Sport-, Reit-, Fahr- und Freizeitpferd |
| Edles Warmblut      | Das Edle Warmblut, aufgrund seines Zuchtgebietes auch Edles Warmblut der DDR genannt, war eine deutsche Pferderasse. Sie vereinte die Reitpferdezuchten der Deutschen Demokratischen Republik (DDR) von 1971 bis 1990. |      | Ursprung: verschiedene Rassen der DDR Zuchtgebiet: DDR Verbreitung: aus Altersgründen heute nur noch einzelne Individuen Stockmaß: 160–170 cm Farben: alle Grundfarben Einsatzgebiet: Reit- und Fahrpferd |
| Emscherbrücher      | Der Emscherbrücher oder Emscherbrücher Dickkopp war eine wild lebende Hauspferderasse. Sein Vorkommen wurde 1396 erstmals urkundlich erwähnt. Es war bis Anfang des 19. Jahrhunderts im Bruch entlang der Emscher zwischen Waltrop und Bottrop verbreitet. Die letzten Emscherbrücher wurden in den 1840er Jahren eingefangen und an den Herzog Alfred von Croÿ nach Dülmen verkauft. Die Herde der Dülmener Wildpferde besteht mehrheitlich aus Nachkommen der Emscherbrücher. |      | Ursprung: Deutschland Zuchtgebiet: Emscherbruch Verbreitung: ausgestorben Stockmaß: bis 135 cm |
| Englisches Vollblut | Das Englische Vollblut bezeichnet eine speziell für den Galopprennsport gezüchtete Pferderasse aus der Gruppe der Vollblüter. In Abstammungspapieren werden Englische Vollblüter zur einfachen Unterscheidung von anderen Pferderassen durch ein xx hinter dem Namen gekennzeichnet. |      | Ursprung: Großbritannien Zuchtgebiet: weltweit, besonders England, Irland, Frankreich, Deutschland und USA Verbreitung: weltweit Stockmaß: 152–173 cm Farben: meist Braune und Füchse, seltener Schimmel und Rappen Einsatzgebiet: Rennsport, Galopprennen, Reitsport. Der Vollblüter ist die vielseitigste Pferderasse der Welt          |
| Estnischer Klepper  | Der Estnische Klepper (estnisch Eesti Hobune; auch Estnisches Pony) ist eine sehr alte Pferderasse aus Estland. Die Rasse hat die Eigenschaften des früher im ganzen Ostseeraum verbreiteten Hauspferds im Klepper-Typ bis heute erhalten. Des Weiteren bildete sie die Grundlage für andere estnische Pferderassen wie die des Torgelschen Pferds. |      | Ursprung: Estland Zuchtgebiet: Estland Verbreitung: vom Aussterben bedroht Stockmaß: 135–150 cm Farben: Falben, Braune Einsatzgebiet: Reiten, Fahren, Landwirtschaft |
| Exmoor-Pony         | Das Exmoor-Pony ist eine mittelgroße englische Ponyrasse. Es ist das ursprünglichste der britischen Ponys, einige Herden wandern noch frei in den Mooren Südwestenglands (z. B. Exmoor, ein Wildes Gestüt). Bei ihren Vorfahren wurde eine Anzahl von einzigartigen Merkmalen festgestellt. |      | Ursprung: Exmoor Zuchtgebiet: England Verbreitung: gefährdete Rasse Stockmaß: bis 129,5 cm Farben: Falben und Braune mit Mehlmaul aber ohne andere Abzeichen Einsatzgebiet: Kinderpony, Reit- und Nutzpferd, Landschaftspflege, Renaturierung                                                                                             |

## F
| Rasse              | Beschreibung | Bild | Kurzinformation |
| ------------------ | --- | ---- | --- |
| Färöerpony         | Das Färöerpony (färöisch: føroysk ross) gilt als eine eigene Pferderasse, die sich vom Islandpferd und Fjordpferd unterscheidet, die auf den Färöern inzwischen in der Mehrheit sind. |      | Ursprung: Färöer Zuchtgebiet: Färöer Verbreitung: ca. 80 Tiere auf den Färöern Stockmaß: 115–125 cm Farben: Braun, Schwarzbraun, Fuchs, div. Schecken und weitere Farben Einsatzgebiet: Freizeitreiten                                                                                                |
| Falabella          | Das Falabella ist eine argentinische Miniaturpferderasse. |      | Ursprung: Buenos Aires Zuchtgebiet: Argentinien Verbreitung: gering Stockmaß: bis 86 cm Farben: alle Einsatzgebiet: Showpferd und Kutschpferd (für kleine Kutschen) |
| Fell-Pony          | Das Fell-Pony ist eine robuste Kleinpferderasse aus dem nordenglischen Fell-Gebirge. Der Name Fell-Pony deutet zum einen auf das mögliche Herkunftsgebiet, eine westlich der Pennines liegende Hügelkette in der Grafschaft Cumbria, genannt Fells und zum anderen auf die Größe des Pferdes. Traditionell werden alle Pferderassen unter einem Stockmaß von 148,5 cm als Pony bezeichnet. |      | Ursprung: England, ca. 100 n. Chr. Zuchtgebiet: England Verbreitung: England Stockmaß: 135–142 cm Farben: Rappen, Schwarzbraune, Braune, Schimmel Einsatzgebiet: Fahr- und Freizeitpferd, Last-, Zugpferd, landwirtschaftliche Arbeiten                                                               |
| Finnpferd          | Das Finnpferd (Finnisches Universal) ist ein finnisches Allroundpferd und die einzige ursprüngliche Pferderasse Finnlands. Das Finnpferd wird in vier Typen unterteilt: ein schweres kaltblütiges Zugpferd (Työhevonen), einen leichten Kaltbluttraber (Juoksija), ein vielseitiges Reitpferd (Ratsuhevonen) und ein Kleinpferd (Pienhevonen).                                             |      | Ursprung: Finnland Zuchtgebiet: Finnland Verbreitung: Finnland Stockmaß: 140–163 cm Farben: hauptsächlich Füchse, selten Falben, Braune, Rappen Einsatzgebiet: Trabrennen, Reitsport, Landwirtschaft                                                                                                  |
| Frederiksborger    | Der Frederiksborger – auch Fredriksborger – ist eine alte dänische Pferderasse, die sich durch züchterische Fehleinsätze von einem einst begehrten Typ zu einer bedrohten Rasse entwickelt hat. |      | Ursprung: Dänemark Zuchtgebiet: Dänemark Verbreitung: Dänemark Stockmaß: ca. 160 cm Farben: Fast ausschließlich Füchse mit hellem Langhaar und Abzeichen Einsatzgebiet: Rasseerhaltungszucht |
| Freiberger         | Der Freiberger ist die einzige ursprünglich Schweizer Pferderasse und heute der letzte Vertreter des leichten Kaltblutpferdes in Europa. |      | Ursprung: Franches-Montagnes (Jura), 15. Jahrhundert Zuchtgebiet: Schweiz Verbreitung: hauptsächlich in der Schweiz Stockmaß: 150–160 cm Farben: häufig Braune und Füchse, selten Rappen und Schimmel, stichelhaarig (roan) Einsatzgebiet: Fahr- und Reitpferd, bevorzugtes Pferd der Schweizer Armee |
| Friese             | Der Friese ist eine niederländische Pferderasse, die ursprünglich in der Provinz Friesland gezüchtet wurde. |      | Ursprung: Westfriesland Zuchtgebiet: Niederlande Verbreitung: in Europa stark verbreitet Stockmaß: 155–175 cm Farben: vorwiegend Rappen, andere Farben sind nicht erwünscht Einsatzgebiet: Fahr- und Reitpferd                                                                                        |
| Furioso-North Star | Furioso-North Star (kurz Furioso) ist eine aus Ungarn stammende Pferderasse. Furioso gehört zu den ungarischen Halbblütern. In Bayern werden diese Pferde auch in Leutstetten gezüchtet. Diese Pferde sind als Spezialpferderasse Leutstettener bekannt. |      | Ursprung: Ungarn Zuchtgebiet: Mitteleuropa Verbreitung: gering Stockmaß: 165–170 cm Farben: Braune und Rappen Einsatzgebiet: ursprünglich für die Kavallerie gezüchtet, heute Reit- und Fahrpferd |

## G
| Rasse         | Beschreibung | Bild | Kurzinformation |
| ------------- | --- | ---- | --- |
| Galiceno-Pony | Das mexikanische Galiceno-Pony ist gut als Arbeitspferd unter dem Sattel geeignet, aber auch ein beliebtes Jugendreitpferd und wird weiterhin auch gefahren. |      | Ursprung: Galicien Zuchtgebiet: Mexiko, Süden der USA Stockmaß: 128–142 cm Farben: meist Braune, Falben, Füchse, Stichelhaarige Einsatzgebiet: Arbeits- und Jugendpferd                    |
| Garrano       | halbwild lebende, alte, leichte Gebirgs-Ponyrasse |      | Ursprung: Nord-Portugal Stockmaß: um 130 cm Farben: meist Braune Einsatzgebiet: Zug-, Pack- und Reitpferd                                                                                  |
| Gelderländer  | Der Gelderländer ist eine niederländische Pferderasse, die vor allem als Kutschpferd Verwendung findet. |      | Ursprung: Niederlande, 19. Jahrhundert Stockmaß: 155–163 cm Farben: meist Füchse, Schimmel und Schecken Einsatzgebiet: Kutschpferd                                                         |
| Giara-Pferd   | Das Giara-Pferd wird auch Sardisches Pony oder Achetta-Pony genannt. Es kommt aus Italien. Dort lebt es halbwild in kleinen Familienverbänden. |      | Ursprung: Italien Stockmaß: 120–140 cm Farben: Rappen, Dunkelbraune, Braune Einsatzgebiet: Reitpferd, Zug- und Lastpony, Fleischlieferant                                                  |
| Gidran        | Der Gidran ist eine aus Ungarn stammende Pferderasse. |      | Ursprung: Ungarn Zuchtgebiet: Ungarn Stockmaß: 155–168 cm Farben: meist Füchse Einsatzgebiet: Reit- und Kutschpferd                                                                        |
| Gotland-Pony  | Das Gotland-Pony (schwed. Gotlandsruss) ist eine alte schwedische Kleinpferdrasse auf der Insel Gotland und umliegenden Inseln. |      | Ursprung: Schweden Verbreitung: Schweden Stockmaß: 122–134 cm Farben: Brauner, Fuchs, Rappe, Schimmel, Isabell, Mausfalbe Einsatzgebiet: Nutz- und Reitpferd, landwirtschaftliche Arbeiten |
| Groninger     | Der Groninger ist eine niederländische Pferderasse, die eine bedeutende Zuchtgrundlage für das Niederländische Warmblut, das im Pferdesport sehr erfolgreich ist, darstellt. Zusammen mit dem Gelderländer hat es viele niederländische Rassen beeinflusst. In seiner ursprünglichen Form eines robusten Arbeits- und Landwirtschaftspferdes ist es kaum noch zu finden. Es wird heutzutage mehr als grobschlächtiges Kutschpferd verwendet. |      | Ursprung: Groningen Zuchtgebiet: Niederlande Verbreitung: Niederlande Stockmaß: 155–170 cm Farben: Dunkelbraune, Braune, dunkle Lichtfüchse Einsatzgebiet: Kutschpferd                     |

## H
| Rasse                                                      | Beschreibung | Bild | Kurzinformation |
| ---------------------------------------------------------- | --- | ---- | --- |
| Hackney                                                    | Das Hackney (normannisch haquenée für Zelter oder Passgänger) ist ein in erster Linie als repräsentatives Kutschpferd und nicht als Arbeitspferd gezüchteter Traber. |      | Ursprung: England Zuchtgebiet: England Verbreitung: England und Amerika, relativ selten Stockmaß: 143–165 cm Farben: Füchse, Braune, Rappen Einsatzgebiet: Fahrsport (Show) |
| Hackney-Pony                                               | Das Hackney-Pony (auch Zwerg-Hackney) ist die Pony-Version des Hackneys. Sein Stockmaß unterschreitet 147 cm. Charakteristisch für diese vorrangig im englischsprachigen Raum verbreitete Rasse ist die hohe Knieaktion im Trab. Die meist in Showpferde-Wettbewerben eingesetzte Pferderasse wird in vier Zuchtrichtungen unterteilt.                                                                                   |      | Ursprung: Großbritannien Zuchtgebiet: Großbritannien, USA, Kanada, Australien Stockmaß: unter 147 cm Farben: Rappen und Braune, seltener Füchse und Schimmel Einsatzgebiet: Showpferd, Fahrpferd, seltener Reitpferd                                                                        |
| Haflinger                                                  | Der Haflinger ist eine alte bodenständige Rasse Tirols, die ihren Namen vom Dorf Hafling in der Nähe von Meran im heutigen Südtirol hat. Sie sind aber nicht nur gute Reitponys, die auch mal mehr Gewicht vertragen können, sondern ebenso brauchbare Wagenponys. Außer in der Bundesrepublik Deutschland, in Österreich und der Schweiz werden Haflinger in nahezu ganz Europa, weltweit in über 70 Ländern gezüchtet. |      | Ursprung: Südtirol Zuchtgebiet: Bayern, Österreich, Südtirol (Italien) Verbreitung: weltweit Stockmaß: 138 cm – 150 cm Farben: Immer fuchsfarben, helle Mähne und heller Schweif. Einsatzgebiet: Sport- und Freizeitpferd, Saumpferd, mittelschweres Zugpferd, landwirtschaftliche Arbeiten |
| Hannoveraner                                               | Der Hannoveraner ist die zahlenmäßig stärkste europäische Warmblutzucht. In den vergangenen Jahrzehnten zählte der hannoversche Zuchtverband dank der durch die World Breeding Association for Sport Horses (WBFSH) registrierten und analysierten Sporterfolge seiner Vertreter zu den erfolgreichsten Reitpferdezuchten in den Disziplinen Springen und Dressur.                                                       |      | Ursprung: Deutschland, 15. Jahrhundert Zuchtgebiet: Niedersachsen Verbreitung: in Europa stark verbreitet, ca. 450 Zuchthengste und ca. 17.600 Zuchtstuten Stockmaß: 148–180 cm Farben: Braune, Rappen, Füchse und Schimmel Einsatzgebiet: Dressur- und Springsport                         |
| Hessisches Warmblut                                        | Das Hessische Warmblut ist eine bis 2009 gezüchtete Warmblutpferderasse, die ab dann vollständig im Zuchtverband des Hannoveraner Pferdes aufgegangen ist. |      | Ursprung: Hessen, Mitte 19. Jahrhundert Zuchtgebiet: Hessen Verbreitung: Deutschland, ca. 170 Zuchthengste, ca. 2000 Zuchtstuten Stockmaß: 163–175 cm Farben: Braune, Füchse, Rappen, Schimmel, Schecken Einsatzgebiet: Reitpferd                                                           |
| Heckpferd                                                  | Das Heckpferd ist eine Kreuzung aus verschiedenen europäischen Pony- und Pferderassen. Es entstand bei dem Versuch der Brüder Heinz und Lutz Heck ein Pferd zu züchten, welches ihrer Vorstellung nach dem ausgestorbenen Tarpan-Wildpferd gleicht. |      | Ursprung: Deutschland, 20. Jahrhundert Zuchtgebiet: Deutschland Verbreitung: Mitteleuropa Stockmaß: 140 cm Farben: meist helle Mausfalben, selten mit Zebrastreifen an den Beinen Einsatzgebiet: Zoos, extensive Landwirtschaft                                                             |
| Highland-Pony                                              | Das Highland-Pony stammt aus der rauen Landschaft Schottlands. |      | Ursprung: Schottland Zuchtgebiet: Schottland Stockmaß: 132–148 cm Farben: Vor allem Falbfarben |
| Hispano-Araber                                             | Der Hispano-Araber ist eine Warmblutpferderasse, die aus dem Andalusier (genauer: Pura Raza Española, PRE) durch Einkreuzung mit Arabischem Vollblut gezüchtet wird. |      | Ursprung: Spanien Zuchtgebiet: Spanien Verbreitung: iberische Halbinsel Stockmaß: 155–165 cm Farben: Schimmel, selten Braune, Rappen Einsatzgebiet: Reitsport, Dressur |
| Hokkaido-Pony (auch: japanisch 北海道和種, Hokkaidō washu) | Das Hokkaido-Pony, als Spitzname auch Dosanko (道産子, dt. etwa: „In Hokkaidō geborenes Kind“), ist neben dem Kiso-, Noma-, Taishu-, Misaki-, Tokara-, Miyako- und Yonaguni-Pony eine der acht noch existierenden einheimischen japanischen Pferderassen. |      | Ursprung: Japan Zuchtgebiet: Hokkaidō Verbreitung: Hokkaido Stockmaß: 132–137 cm Farben: alle reinen Farben Einsatzgebiet: Reiten, leichtes Zugpferd |
| Holsteiner                                                 | Der Holsteiner ist eine deutsche Pferderasse. |      | Ursprung: Deutschland Zuchtgebiet:Schleswig-Holstein Verbreitung: Deutschland, Europa, USA; in Deutschland ca. 7300 Zuchtstuten und 230 Hengste Stockmaß: 165–175 cm Farben: alle außer Schecken Einsatzgebiet: Reit- und Fahrsport                                                         |
| Huzule                                                     | Der Huzule (auch Altösterreichischer Huzule) ist eine Ponyrasse und stammt aus der „Huzulei“, einem Gebiet in den Ostkarpaten nördlich des Flusses Bistritz, wo sich die Nachfahren der Tataren und Kosaken, ebenfalls Huzulen genannt, als Bergbauern niedergelassen haben. |      | Ursprung: Huzulei Zuchtgebiet: Osteuropa Verbreitung: vor allem Osteuropa Stockmaß: 125–147 cm Farben: vor allem Braune, Falben und Schecken Einsatzgebiet: Trag- und Zugpferde |

## I
| Rasse                  | Beschreibung | Bild | Kurzinformation |
| ---------------------- | --- | ---- | --- |
| Indisches Halbblut     | Das Indische Halbblut ist eine aus dem indischen Kathiawari und dem australischen Waler durch Kreuzung hervorgegangene Pferderasse. |      | Ursprung:Indien Zuchtgebiet: Verbreitung: Tropen Stockmaß: 152–163 cm Farben: Alle |
| Iomud                  | Der Iomud (auch Jomud, Jamud, Iomudskaya (russisch), Yamud (Iran)) ist eine turkmenische Pferderasse. |      | Ursprung: Oase Tashauz im südlichen Turkmenistan Zuchtgebiet: Turkmenistan Verbreitung: Turkmenistan Stockmaß: 150 cm Farben: Schimmel, Fuchs, seltener Goldfuchs oder Rappe                                                                                           |
| Irisches Sportpferd    | Das Irische Sportpferd (engl. Irish Sport Horse) ist eine Pferderasse aus Irland, die durch Kreuzung des Irish Draught Horse mit Englischem Vollblut entstanden ist. Hierbei handelt es sich um eine relativ neue gezielte Zucht, deren Ziel ein vor allem mit Springveranlagung ausgestattetes Sportpferd ist. Die Anpaarung von Draught-Stuten mit Vollblut-Hengsten selbst wurde in Irland schon seit jeher vollzogen, um ein für die Jagd geeignetes Pferd – den Irish Hunter – zu erhalten. |      | Ursprung: Irland Zuchtgebiet: Irland Stockmaß: 165–170 cm Farben: Schimmel, Füchse, Braune Einsatzgebiet: Springen, Vielseitigkeit |
| Irish Draught Horse    | Das Irish Draught Horse oder auch Irisches Zugpferd ist die klassische irische Pferderasse. Es handelt sich dabei um ein kräftiges, eher stämmiges Arbeitspferd. Die Rasse entstand vermutlich aus Connemara-Ponys, spanischen Pferden und altenglischem Warmblut. |      | Ursprung: Irland Zuchtgebiet: Irland Stockmaß: 153–173 cm Farben: Häufig Braune, Füchse, Schimmel, selten Schecken Einsatzgebiet: Fahr- und Zugpferd, gelegentlich Reitpferd                                                                                           |
| Islandpferd            | Das Islandpferd, auch Isländer oder (fälschlicherweise) Islandpony genannt, ist eine aus Island stammende, vielseitige und robuste Pferderasse, die dank ihres kräftigen Körperbaus auch von Erwachsenen geritten werden kann. Islandpferde gehören zu den Gangpferden, da die meisten von ihnen nicht nur über die Grundgangarten Schritt, Trab und Galopp verfügen, sondern zusätzlich über die genetisch fixierten Gangarten Tölt und/oder Pass. Als „Islandpferd“ anerkannt werden nur reingezogene Tiere, deren sämtliche Vorfahren lückenlos in Island geboren worden sind. In Island ist die Einfuhr von Pferden verboten. Das Fell der Islandpferde kann sehr viele Farben vorweisen, nur Tigerschecken gibt es bei den Isländern nicht. |      | Ursprung: Island Zuchtgebiet: Island, Deutschland Verbreitung: europaweit, Nordamerika Stockmaß: 130–145 cm Farben: alle Farben, außer Tigerschecke Einsatzgebiet: Reiten, Sport                                                                                       |
| Italienisches Kaltblut | Das Italienische Kaltblut ist eine seltene Pferderasse, die fast ausschließlich und nur in geringer Zahl in Italien anzutreffen ist. |      | Ursprung: Italien Zuchtgebiet: Nord- und Mittelitalien, speziell Venedig, Verona und Padua Verbreitung: regional Stockmaß: 150–160 cm Farben: überwiegend Füchse mit hellem Langhaar, manchmal auch Rotschimmel und Braune Einsatzgebiet: Zug/Arbeitspferd,Schlachtung |

## J
| Rasse                                        | Beschreibung | Bild | Kurzinformation |
| -------------------------------------------- | --- | ---- | --- |
| Jakuten-Pferd                                | Das Jakuten-Pferd ist angepasst an das extrem kalte Klima von Sacha (Ostsibirien), überlebt in Freilandhaltung Temperaturen die bis auf −70 °C sinken können und ist in der Lage, Nahrung unter einer hohen Schneedecke aufzuspüren und auszugraben.           |      | Ursprung: Sacha (Jakutien) Zuchtgebiet: Sacha Verbreitung: Sacha Stockmaß: ca. 138 cm Farben: Braun, Grau, Weiß, Falben Einsatzgebiet: Reitpferd, Arbeitspferd, Milch- und Fleischlieferant                |
| Java-Pony                                    | Das Java-Pony ist eine vom mongolischen Wildpferd abstammende Kleinpferderasse, die auf der Insel Java beheimatet ist. |      | Ursprung: Indonesien Zuchtgebiet: Java Verbreitung: Java Stockmaß: ca. 120 cm Farben: alle Einsatzgebiet: Arbeitstier                                                                                      |
| Jeju Pony (auch: Cheju-Pony, Tschedshu-Pony) | Das Jeju Pony ist eine widerstandsfähige Pferderasse von der gleichnamigen Insel Südkoreas. |      | Ursprung: Südkorea, Insel Jeju Zuchtgebiet: Südkorea, Insel Jeju Verbreitung: ca. 2.000 Exemplare Stockmaß: ca. 112 cm Farben: alle, zumeist Braune, Füchse und Rappen Einsatzgebiet: Reiten, leichter Zug |
| Jütländer                                    | Der Jütländer ist eine dänische Kaltblutpferderasse, die bereits seit Jahrhunderten mit unterschiedlichen Zielrichtungen gezüchtet wird. Aufgrund ihrer Fuchsfarbe mit hellem Langhaar und Behang sehen ihre Vertreter dem schweren Haflingertyp sehr ähnlich. |      | Ursprung: nordeuropäische Niederungen Zuchtgebiet: Dänemark Verbreitung: gering Stockmaß: 158–165 cm Farben: Lichtfüchse Einsatzgebiet: landwirtschaftliche Arbeiten, Schlachtung                          |

## K
| Rasse                                             | Beschreibung | Bild | Kurzinformation |
| ------------------------------------------------- | --- | ---- | --- |
| Kabardiner                                        | Der Kabardiner ist ein Gebirgspferd aus dem Kaukasus, das dort immer noch von der Landbevölkerung intensiv benötigt wird und heute in Westeuropa viele Freunde unter Freizeit-, Wander- und vor allem auch Distanzreitern findet. Er hat seinen Namen vom Volk der Kabardiner, einem Stamm der Tscherkessen.              |      | Ursprung: Nordkaukasus, 16. Jahrhundert Zuchtgebiet: Nordkaukasus Verbreitung: Nordkaukasus, Westeuropa Stockmaß: 148–158 cm Farben: überwiegend Braun, Dunkelbraun, Schwarzbraun und Rappe Einsatzgebiet: Arbeit, Wanderreiten, Freizeit, Distanzsport               |
| Kaimanawa-Pferd                                   | Das Kaimanawa-Pferd ist eine neuseeländische Pferderasse, die wild in einem Schutzgebiet auf der Nordinsel im Hügelland um Waiouru lebt. |      | Ursprung: Neuseeland, Nordinsel Zuchtgebiet: Neuseeland, Nordinsel, im Hügelland um Waiouru Verbreitung: Neuseeland, Nordinsel, im Hügelland um Waiouru Stockmaß: 130–150 cm Farben: alle Farben Einsatzgebiet: Wildpferd                                             |
| Karabagh (auch: aserbaidschanisch Qarabağ atı)    | Der Karabagh ist eine kaukasische Pferderasse. |      | Ursprung: Karabagh Zuchtgebiet: Aserbaidschan Verbreitung: Aserbaidschan Stockmaß: ca. 150 cm Farben: meist Füchse Einsatzgebiet: Freizeitreiten |
| Karabaier                                         | Der Karabaier ist eine Pferderasse aus Usbekistan. |      | Ursprung: Usbekistan und nördliches Tadschikistan Zuchtgebiet: Usbekistan Verbreitung: Usbekistan Stockmaß: Hengste 156 cm, Stuten 151 cm Farben: Braune, Füchse, Schimmel oder Rappen Einsatzgebiet: Reiten, leichtes Zugpferd                                       |
| Kartäuser-Pferd                                   | Der Kartäuser (span. Cartujano) gehört als Unterrasse des Andalusiers zu den so genannten Pferden reiner spanischer Rasse (kurz PRE). |      | Ursprung: Spanien Zuchtgebiet: Spanien Verbreitung: gering Stockmaß: ca. 152 cm Farben: Hauptsächlich Schimmel, gelegentlich Braune und Rappen Einsatzgebiet: Reitpferd bis zur Hohen Schule, Zucht                                                                   |
| Kaspisches Kleinpferd                             | Das Kaspische Kleinpferd ist eine Pferderasse, deren Ursprungsregion die Küste des Kaspischen Meers ist. Es hat die Größe eines Ponys, der Körperbau ist aber der eines Pferdes, deshalb handelt es sich um ein sogenanntes Miniaturpferd.                                                                                |      | Ursprung: Kaspisches Meer Verbreitung: sehr gering Stockmaß: 102–123 cm Farben: alle bis auf Schecken Einsatzgebiet: Kinderreiten, Fahren |
| Kathiawari                                        | Das Kathiawari ist eine von der indischen Insel Kathiawar stammende Ponyrasse, die in ihrem Aussehen eher einem Vollblüter als einem Pony entspricht. |      | Ursprung: Kathiawar, 14. Jahrhundert Zuchtgebiet: Indien Verbreitung: Indien Stockmaß: 140–148 cm Farben: Braune, Füchse, Schimmel und Schecken Einsatzgebiet: Reit- und Sportpferd                                                                                   |
| Kazakh                                            | Als Kazakh bezeichnet man eine Gruppe von Pferderassen aus der asiatischen Steppe. Die wichtigsten Varianten der Rasse sind der Aedav, ein Reitpferdetyp und der Jabe, der eher zur Fleisch- und Milchproduktion gezüchtet wird.                                                                                          |      | Ursprung: Kasachstan Zuchtgebiet: überwiegend Westkasachstan Verbreitung: ca. 300 000 Tiere Stockmaß: Hengste 144 cm, Stuten 142 cm Farben: Dunkelbraune, Braune, Füchse, selten Falben oder Schimmel Einsatzgebiet: Fleisch- und Milchproduktion, reiten             |
| Kentucky Mountain Saddle Horse                    | Das Kentucky Mountain Saddle Horse (KMSH) ist ein enger Verwandter des Rocky Mountain Horse und gehört zu den nordamerikanischen Gangpferderassen. Das Ursprungsland des Kentucky Mountain Saddle Horse ist Kentucky und die nahe Appalachen-Region in den USA.                                                           |      | Ursprung: Kentucky und Appalachen Zuchtgebiet: USA Verbreitung: USA, Kanada, vereinzelt Europa Stockmaß: A: ab 144 cm; B: 112–143 cm Farben: alle Farben außer Schecken Einsatzgebiet: Wanderreiten, Westernreiten, Fahren                                            |
| Kerry Bog Pony                                    | Das Kerry Bog Pony ist eine aus der irischen Grafschaft Kerry stammende Ponyrasse, die längere Zeit als ausgestorben galt, aber im Jahr 1987 wiederentdeckt wurde. |      | Ursprung: Irland, Grafschaft Kerry Zuchtgebiet: Irland, USA Verbreitung: gering Stockmaß: Stuten: 102–112 cm, Hengste: 102–117 cm Farben: alle Grundfarben, meist Braune, selten Füchse, Falben und Schimmel Einsatzgebiet: Arbeitspferd, Reit-, Fahr- und Kinderpony |
| Kinsky-Pferd                                      | Das Kinsky-Pferd (auch Equus Kinsky, Chlumetzer und Böhmischer Hunter) ist ein Pferd im Typ eines leichten Warmblutpferdes, das bis Mitte des 20. Jahrhunderts in seinem Ursprungsland Böhmen im heutigen Tschechien gezüchtet wurde und dort als vorherrschende Rasse vertreten war.                                     |      | Ursprung: Böhmen Zuchtgebiet: Tschechien Verbreitung: sehr gering Stockmaß: 158–175 cm Farben: Isabellen und Falben Einsatzgebiet: Reitsport |
| Kisbéri (auch: Kisbéri félvér, Kisbérer Halbblut) | Der Kisbéri ist ein halbblütige Pferderasse aus Ungarn. |      | Ursprung: Ungarn, Gestüt Kisbér Zuchtgebiet: Ungarn Verbreitung: unter 1.100 Exemplare Stockmaß: um 160 cm Farben: Meist Braune und Füchse, selten Schimmel und Rappen Einsatzgebiet: leichtes Reit- und Fahrpferd                                                    |
| Kladruber                                         | Der Kladruber ist eine tschechische Pferderasse, ursprünglich aus dem Nationalgestüt Kladruby nad Labem (an der Elbe), einer k.u.k. Gestütsgründung vergleichbar mit der in Lipica. Er wurde ursprünglich als Wagenpferd gezüchtet, wird heutzutage aber auch vermehrt zu Reitzwecken eingesetzt.                         |      | Ursprung: Tschechien Verbreitung: gering Stockmaß: ca. 167 cm Farben: nur Schimmel und Rappen Einsatzgebiet: Fahrsport und Barockreiten |
| Kleines Deutsches Reitpferd                       | Kleines Deutsches Reitpferd ist die Bezeichnung einer in Deutschland gezüchteten Pferderasse. |      | |
| Knabstrupper                                      | Der Knabstrupper ist eine Pferderasse aus Dänemark. Es handelt sich meist um auffällig gezeichnete Tigerschecken. |      | Ursprung: Dänemark Zuchtgebiet: Deutschland/Dänemark Verbreitung: Deutschland/Dänemark Stockmaß: 153–157 cm Farben: Tigerschecken Einsatzgebiet: Hohe Schule, Dressur-, Reit- und Fahrpferd, Voltigiersport                                                           |
| Konik                                             | Der Konik (aus dem Polnischen: Pferdchen, kleines Pferd) ist eine Ponyrasse aus dem mittelosteuropäischen Raum. Die Ponys sind sehr robust und finden Verwendung sowohl in der Landwirtschaft als auch bei der Erhaltung von Naturschutzgebieten und im polnischen Białowieża-Nationalpark, wo sie ganzjährig frei leben. |      | Ursprung: Polen Zuchtgebiet: Polen (Privat-, Staats- und Wildbahngestüte) Verbreitung: Polen Stockmaß: 130–140 cm Farben: Graufalben mit Wildzeichnung und Graubraune, Isabell, Schimmel, Brauner Einsatzgebiet: Zucht und Landwirtschaft                             |
| Korsisches Pony                                   | Das Korsische Pony (korsisch cavallu corsu oder paganacce) ist ein kleines, auf Korsika einheimisches Reitpferd. |      | Ursprung: Korsika Zuchtgebiet: Korsika Verbreitung: Korsika Stockmaß: 138–150 cm Farben: Brauner, Schwarzbrauner, Schwarzer Einsatzgebiet: Freizeitreiten, Wanderreiten                                                                                               |
| Kroatisches Kaltblut                              | Das Kroatische Kaltblut (Hrvatski Hladnokrvnjak) ist eine autochthone kroatische Kaltblutpferderasse. |      | Ursprung: Kroatien Zuchtgebiet: Kroatien Verbreitung: regional Stockmaß: 150–160 cm Farben: meist Brauner, dann Rappe, Fuchs und Schimmel; andere Farben selten Einsatzgebiet: Zug-, Forst- und Landarbeiten                                                          |
| Kushum                                            | Der Kushum (Andere Namen: Kushumskaya (russisch), West Kazakh Saddle-Draft (englisch)) ist eine zwischen 1931 und 1976 neu gezüchtete Pferderasse aus Kasachstan. |      | Stockmaß: 150–160 cm Farben: Braune und Füchse Einsatzgebiet: Springen |
| Kustanai                                          | Der moderne Kustanai ist ein wuchtiges Pferd des westlichen Kasachstans, das die Vorzüge eines Reitpferdes mit der Robustheit eines Steppenpferdes miteinander verbindet. Er ist nach dem Gestüt Kustanai benannt, das wiederum nach der Stadt Kustanai heißt.                                                            |      | Ursprung: Kasachstan Zuchtgebiet: Kustanai, Chelyabinsk, südlicher Kasachstan Verbreitung: Kustanai, Chelyabinsk, südlicher Kasachstan Stockmaß: 152–163 cm Farben: Braune, Dunkelbraune, Füchse, Falben Einsatzgebiet: Rennsport, Reiten                             |
| KWPN                                              | Das KWPN (Koninklijk Warmbloed Paard Nederland) oder Niederländische Warmblut ist eine junge Pferderasse, die aus der Kreuzung von Gelderländer und Groninger entstand. |      | Ursprung: Niederlande Zuchtgebiet: Niederlande Verbreitung: Europa, USA Stockmaß: 165–170 cm Farben: alle, meist Braune und Füchse Einsatzgebiet: Sportpferd für alle Disziplinen (Dressur, Springen, Fahren, Vielseitigkeit)                                         |

## L
| Rasse                                                                                       | Beschreibung | Bild | Kurzinformation |
| ------------------------------------------------------------------------------------------- | --- | ---- | --- |
| Landais-Pony                                                                                | Das Landais-Pony ist eine französische Pferderasse. Die Ponys sind nach ihrem Ursprungsort, der französischen Provinz Landes, benannt. Dort lebten sie halbwild in den Wäldern der Region Les Landes an der Biscaya.                                                                                              |      | Ursprung: Landes an der Biscaya Zuchtgebiet: Landes an der Biscaya Stockmaß: 120–147 cm Farben: Rappen, Füchse und Braune, selten Schimmel Einsatzgebiet: Dressur-, Spring- und Fahrsport, Trabrennen                                                                                            |
| Lehmkuhlener Pony                                                                           | 13 Tieren im Jahr 2000, darunter 8 Hengste und 5 Stuten, wird es in der Kategorie I (extrem gefährdet) in der Roten Liste der Gesellschaft zur Erhaltung alter und gefährdeter Haustierrassen geführt. |      | Ursprung: Kreis Plön, Gut Lehmkuhlen Stockmaß: 125–140 cm Farben: Braune, Graue, Rappen, Schecken, Füchse Einsatzgebiet: Reit- und Kutschpony |
| Leonharder                                                                                  | Der Leonharder ist eine noch sehr junge Pferderasse, die hauptsächlich für die Stutenmilchproduktion gezüchtet wird. In der ersten Generation wird der Haflinger mit dem Welsh-Pony gekreuzt. Diese Nachkommen werden danach mit PREs gekreuzt.                                                                   |      | Ursprung: Deutschland, Bayern Zuchtgebiet: Bayern Stockmaß: ca. 140–162 cm Farben: Alle Grundfarben Einsatzgebiet: Reitpferd, Stutenmilchproduktion |
| Lettisches Kaltblut                                                                         | Das Lettische Kaltblut (lettisch Latvijas ardenis ‚Lettischer Ardenner‘) ist ein mittelschweres Kaltblutpferd, das im Typ des Schwedischen Ardenners steht. Heute ist diese Rasse fast verschwunden. |      | Ursprung: Lettland Zuchtgebiet: Baltische Staaten Verbreitung: Baltische Staaten, sehr gering Stockmaß: um 160 cm Farben: Füchse, Braune, Schimmel Einsatzgebiet: Zug- und Arbeitspferd |
| Lettisches Warmblut                                                                         | Das Lettische Warmblut ist eine Pferderasse aus Lettland. |      | Ursprung: Lettland Stockmaß: 155–180 cm Farben: Dunkelbraune, Rappen, Falben oder Füchse, vereinzelt Schimmel Einsatzgebiet: Reit- und Zugpferd |
| Leutstettener                                                                               | Der Leutstettener (auch Sárvárer Pferd) ist eine heute eher seltene Pferderasse (ca. 50 Exemplare), die bis 2006 insbesondere im Gestüt Leutstetten in Bayern gezüchtet wurde. Mittlerweile liegt die Zucht in den Händen weniger privater Züchter. Vom Typ her ist das Leutstettener Pferd ein edles Halbblut.   |      | Ursprung: Sárvár Zuchtgebiet: Bayern und Ungarn Verbreitung: selten Stockmaß: 155–165 cm Farben: Braune, wenig weiße Abzeichen Einsatzgebiet: Reit- und Fahrpferd |
| Lewitzer                                                                                    | Der Lewitzer ist eine Ponyrasse aus Mecklenburg-Vorpommern. |      | Ursprung: Mecklenburg-Vorpommern Zuchtgebiet: Mecklenburg-Vorpommern Verbreitung: gering Stockmaß: 130–148 cm Farben: überwiegend Tobianoschecken Einsatzgebiet: Sport- und Kinderreitpferd |
| Liebenthaler Pferd (auch: Liebenthaler, Liebenthaler Wildling, ugs. Liebenthaler Wildpferd) | Das Liebenthaler Pferd entstand ab 1960 als Waldtarpan-Rückzüchtungsprojekt aus einer Kreuzung von Fjordpferden und Koniks. |      | Ursprung: Bayern, Brandenburg Zuchtgebiet: Brandenburg Verbreitung: Deutschland Stockmaß: 130–145 cm Farben: Falben aller Schattierungen mit Aalstrich und Zebrierung Einsatzgebiet: Beweidung, Reitpferd, Beweidungsprojekte                                                                    |
| Lipizzaner (auch: Karster, slowenisch Lipicanec)                                            | Der Lipizzaner, dieser Name taucht 1786 zum ersten Mal auf, ist die älteste Kulturpferderasse der Welt. Der Karster, wie er früher genannt wurde, ist eng mit dem Hause Habsburg verbunden. Den Namen bekam diese Rasse vom Gestüt Lipica, der ursprünglichen Zuchtstätte in der ehemaligen Habsburger Monarchie. |      | Ursprung: Lipica, bei Gründung Innerösterreich, heute Slowenien Zuchtgebiet: ehemalige k.u.k. Monarchie Österreich-Ungarn Verbreitung: gering, gefährdete Haustierrasse Stockmaß: 155–165 cm Farben: Milch-Schimmel, selten Braune, Rappen, Füchse und Falben Einsatzgebiet: Reit- und Fahrpferd |
| Litauisches Kaltblut (auch: Litauisches schweres Zugpferd)                                  | Das Litauische Kaltblut ist eine Kaltblutpferderasse aus Litauen, die auf Grundlage der einheimischen Landrasse des Žemaitukas gezüchtet wurde. Das Litauische Kaltblut wird in fast allen Teilen von Litauen gezüchtet.                                                                                          |      | Ursprung: Litauen Zuchtgebiet: Litauen Stockmaß: 152–162 cm Farben: Brauner, Fuchs, Rappe, Schimmel Einsatzgebiet: Zug-/Arbeitspferd, landwirtschaftliche Arbeiten, Schlachtpferd |
| Lokaier                                                                                     | Der Lokaier ist eine Pferderasse orientalischer Abstammung aus Tadschikistan. |      | Ursprung: Tadschikistan Zuchtgebiet: Tadschikistan Verbreitung: häufig Stockmaß: 142–150 cm Farben: Braune, Schimmel, Füchse Einsatzgebiet: Reit- und Packpferd |
| Lusitano                                                                                    | Der Lusitano ist eine portugiesische Pferderasse, die im Barocktyp steht. |      | Ursprung: Portugal Zuchtgebiet: Portugal Verbreitung: Portugal, Deutschland, Österreich Stockmaß: 155–165 cm Farben: alle Grundfarben, häufig Schimmel, selten Füchse und Cremellos Einsatzgebiet: Dressur, Hohe Schule, Working Equitation                                                      |

## M
| Rasse                                                             | Beschreibung | Bild    | Kurzinformation |
| ----------------------------------------------------------------- | --- | ------- | --- |
| Mangalarga Marchador (auch: Mangalarga Mineiro)                   | Der Mangalarga Marchador ist eine brasilianische Pferderasse, die im Bundesstaat Minas Gerais entstanden ist und die nicht mit der im Bundesstaat São Paulo entstandenen Pferderasse Mangalarga (auch Mangalarga Paulista) verwechselt werden darf. |         | Ursprung: Brasilien Zuchtgebiet: Brasilien Stockmaß: 140–157 cm Farben: alle Einsatzgebiet: Hirtenpferd, Geländereiten, Arbeitspferd, Kunstreiten, Rodeo                                                                                                 |
| Mangalarga Paulista                                               | Der Mangalarga ist eine brasilianische Pferderasse, die in den ersten drei Jahrzehnten des 20. Jahrhunderts im Bundesstaat São Paulo durch die Kreuzung von Pferden der Rasse Mangalarga Marchador mit Pferden von Rassen angelsächsischen Ursprungs wie Morgan, American Saddlebred und Hackney entstand. Mangalarga Paulista und Mangalarga Marchador haben unterschiedliche Zuchtbestimmungen, Zuchtziele und Züchterverbände und dürfen daher nicht miteinander verwechselt werden. |         | Ursprung: Brasilien Zuchtgebiet: Brasilien Stockmaß: 155 cm Farben: alle Einsatzgebiet: Hirtenpferd, Geländereiten, Freizeitreiten, Sportreiten, Rodeo                                                                                                   |
| Maremmano                                                         | Das Maremmano ist ein aus der Maremma in der südlichen Toskana stammendes Pferd, das früher als Wagen- und Hirtenpferd eingesetzt wurde, in den letzten Jahren aber mehr im Hinblick auf ein Reitpferd weiterentwickelt wird. |         | Ursprung: Maremma Zuchtgebiet: Maremma Verbreitung: fast nur in Italien Stockmaß: ca. 160 cm Farben: Braune Einsatzgebiet: Hirtenpferd |
| Marwari                                                           | Der Marwari ist eine sehr robuste indische Pferderasse, die für ihre Sichelohren bekannt ist. |         | Ursprung: Nordwest-Indien Zuchtgebiet: Marwar (Jodhpur) Verbreitung: selten Stockmaß: 145–165 cm Farben: Alle Einsatzgebiet: Reitpferd |
| Mecklenburger Warmblut                                            | Der Mecklenburger ist eine deutsche Pferderasse. |         | Ursprung: Deutschland Zuchtgebiet: Landgestüt Redefin Verbreitung: gering, ca. 90 Hengste und ca. 1.500 Stuten Stockmaß: 150–170 cm Farben: alle Grundfarben Einsatzgebiet: Reitpferd                                                                    |
| Međimurec (auch: Međimurje-Pferd, veraltet Murinsulaner)          | Der Međimurec ist eine autochthone kroatische Kaltblut-Pferderasse stammend aus der Gespanschaft Međimurje. |         | Ursprung: Kroatien Zuchtgebiet: Kroatien, Slowenien, Ungarn, Österreich Verbreitung: regional Stockmaß: 155–165 cm Farben: meist Brauner (von hell bis dunkel), Schwarzbrauner oder Rappe; andere Farben selten Einsatzgebiet: Zug- und Landarbeiten     |
| Menorquiner (auch: katalanisch Menorquí, spanisch Menorquín, PRM) | Der Menorquiner (kat. Menorquí, span. Menorquín), offiziell als reinrassiges menorquinisches Pferd (Caballo de Pura Raza Menorquina, kurz PRM) bezeichnet, ist eine von der spanischen Insel Menorca stammende iberische Pferderasse. |         | Ursprung: Menorca Zuchtgebiet: Menorca Verbreitung: überwiegend auf Menorca, vereinzelt im übrigen Europa Stockmaß: ca. 155–165 cm Farben: Rappen Einsatzgebiet: Dressur, Auftritte auf Festen                                                           |
| Mérens (auch: Ariègeois-Pferd)                                    | Das Mérens hist ein mittelgroßes, stämmiges Gebirgspferd aus Frankreich. Es ähnelt dem Fell-Pony und dem Dales-Pony. |         | Ursprung: Frankreich Zuchtgebiet: Pyrenäen Verbreitung: Frankreich, Spanien, Italien Stockmaß: 133–150 cm Farben: Rappen Einsatzgebiet: Reit- und Fahrpferd, landwirtschaftliche Arbeiten, leichtes Zugpferd, Saumpferd                                  |
| Messara-Pferd (auch: Kretanisches Pferd)                          | Das Messara-Pferd ist eine Pferderasse, die auf der griechischen Insel Kreta beheimatet ist. Das Hauptverbreitungsgebiet liegt in der Provinz Iraklio, in der auch die Messara-Ebene liegt, was den Namen der Rasse erklärt. |         | Ursprung: Kreta Zuchtgebiet: Kreta Verbreitung: Griechenland, gering Stockmaß: 120–140 cm Farben: Braune, Rappen, Schimmel Einsatzgebiet: Reitpferd, Transportpferd                                                                                      |
| Minishetlandpony                                                  | Das Minishetlandpony ist eine Zuchtform des Shetlandponys und hat seinen Ursprung in England. |         | Ursprung: England Zuchtgebiet: England Verbreitung: Europa Stockmaß: maximal 87 cm Farben: alle Einsatzgebiet: Kinderpferd, Fahrpferd |
| Missouri Foxtrotter                                               | Der Missouri Foxtrotter wurde in den 1820er Jahren im Bereich des Ozark-Plateaus in den amerikanischen Bundesstaaten Arkansas und Missouri gezüchtet und ist eine der ältesten amerikanischen Pferderassen. |         | Ursprung: Missouri Zuchtgebiet: USA Verbreitung: USA stark, sonst gering Stockmaß: 142–163 cm Farben: alle Einsatzgebiet: Reit- und Arbeitspferd |
| Miyako-Pony (auch: japanisch 宮古馬, Miyako-uma)                  | Das Miyako-Pony ist eine Ponyrasse von der Insel Miyako, die zur Präfektur Okinawa in Japan gehört. Es ist neben dem Hokkaido-, Kiso-, Noma-, Taishu-, Misaki-, Tokara- und Yonaguni-Pony eine von acht endemischen noch existierenden Pferderassen Japans. |         | Ursprung: Miyako Zuchtgebiet: Miyako, Aguni Verbreitung: Miyako, Aguni Stockmaß: 142 cm Farben: Braune, Falben Einsatzgebiet: Reiten, landwirtschaftliche Arbeit                                                                                         |
| Mongolisches Pferd (auch: mongolisch Морь, Morj; [mœɾ])           | Das Mongolische Pferd ist das erklärte Lieblingstier der Mongolen und das nicht erst, seit Dschingis Khan mit seiner Hilfe die halbe Welt erobert hat. Die traditionell lebenden Nomaden halten über 3 Mio. Tiere, damit gibt es im Land deutlich mehr Pferde als Menschen. Trotz der geringen Größe hören es die Mongolen gar nicht gerne, wenn ihre Pferde als „Ponys“ bezeichnet werden. |         | Ursprung: Mongolei Zuchtgebiet: Mongolei Verbreitung: Mongolei, Innere Mongolei Stockmaß: 130–145 cm Farben: alle Einsatzgebiet: Reitpferd, Packpferd, Milchwirtschaft, Schlachtung                                                                      |
| Morab                                                             | Der Morab ist eine US-amerikanische Pferderasse, eine Kreuzung aus Morgan und Araber. |         | Ursprung: USA Zuchtgebiet: USA Verbreitung: verbreitet Stockmaß: 145–157 cm Farben: alle Grundfarben Einsatzgebiet: Reiten, Fahren |
| Morgan                                                            | Der Morgan ist eine amerikanische Pferderasse, die auf den Hengst Figure zurückgeht. |         | Ursprung: USA, 19. Jahrhundert Zuchtgebiet: USA Verbreitung: außerhalb USA gering Stockmaß: 145–155 cm Farben: meist Braune und Rappen, auch Füchse Einsatzgebiet: Reit-, Fahr- und Showpferd                                                            |
| Murgese                                                           | Der Murgese ist eine italienische Pferderasse, die vom Typ zwischen Warmblut und Kaltblut eingeordnet werden muss. |         | Ursprung: Apulien Zuchtgebiet: Italien, Apulien, Gegend um Murgia, Puglia Verbreitung: kaum außerhalb des Zuchtgebiets Stockmaß: 148–164 cm Farben: meist Rappen, gelegentlich dunkle Schimmel Einsatzgebiet: Rückearbeiten, Polizeipferd, Reittourismus |
| Mustang                                                           | Mustangs sind wild in Nordamerika lebende Pferde, jedoch keine Wildpferde, sondern die Nachkommen verschiedener europäischer auspferderassen. Sie wurden durch die spanischen Konquistadoren im 16. Jahrhundert in die Neue Welt eingeführt (meist Araber und Berber sowie andere zu dieser Zeit in Spanien genutzte Hauspferderassen). Viele dieser Tiere entkamen (Gefangenschaftsflüchtlinge), verbreiteten sich bis zum Ende des 18. Jahrhunderts über große Teile Nordamerikas (siehe Ausbreitungskarte im Artikel „Prärie-Indianer“), verwilderten und etablierten eine stabile Population als Neozoen (Biologische Invasion). | Mustang | Ursprung: Nordamerika Zuchtgebiet: Verwilderte Pferde; keine gezielte Zucht Verbreitung: Nordamerika Stockmaß: uneinheitlich, ca. 140–160 cm Farben: alle Farben und Zeichnungen Einsatzgebiet: Reitpferd, Arbeitspferd                                  |

## N
| Rasse                                                              | Beschreibung | Bild | Kurzinformation |
| ------------------------------------------------------------------ | --- | ---- | --- |
| Namibisches Wildpferd (auch: Namib, Namib-Pferd, Wüstenpferd)      | Die Namibischen Wildpferde leben am Rande der Namib im Südwesten von Namibia und können bei Garub etwa 20 km westlich des Ortes Aus beobachtet werden. |      | Ursprung: Europa/Namibia Zuchtgebiet: Namibia Verbreitung: Wüste Namib Farben: Vorwiegend braun |
| Narragansett Pacer                                                 | ausgestorbene Rasse |      | Ursprung: New England Zuchtgebiet: USA |
| Neapolitaner                                                       | Der Neapolitaner war eine im Königreich Neapel gezüchtete Pferderasse, die im Barock als die beste für Dressurzwecke galt und die die Zucht von Barockpferden in ganz Europa mitprägte. So sind zwei der sechs Stammlinien des Lipizzaners auf Neapolitaner zurückführbar (Conversano und Nepolitano).                                                 |      | Ursprung: Neapel Zuchtgebiet: Neapel Verbreitung: Europa, heute ausgestorben Farben: Rappe Einsatzgebiet: Streitross, Hohe Schule |
| New-Forest-Pony                                                    | Das New-Forest-Pony ist ein umgängliches Reitpony aus Südengland. |      | Ursprung: England Zuchtgebiet: England Verbreitung: europaweit, in Deutschland ca. 70 Zuchthengste und ca. 450 Zuchtstuten Stockmaß: bis 148 cm Farben: alle außer Schecken, Tiger und blauäugigen Palominos Einsatzgebiet: Fahr- und Kinderpony               |
| Niederländisches Kaltblut (auch: Nederlands Trekpaard)             | Das Niederländische Kaltblut ist eine niederländische Pferderasse, die ursprünglich als auf Zuglast spezialisiertes Arbeitspferd gezüchtet wurde. Es wurde hauptsächlich auf schweren Böden in der Landwirtschaft aber auch in der Industrie eingesetzt. Heute wird das Trekpaard vor allem im Freizeitbereich und als Touristenattraktion eingesetzt. |      | Ursprung: Niederlande Zuchtgebiet: Niederlande Verbreitung: Niederlande Stockmaß: 160–170 cm Farben: meist Braunschimmel Einsatzgebiet: Arbeitspferd, Freizeitpferd                                                                                            |
| Nonius                                                             | Der Nonius ist die älteste ungarische Warmblutpferderasse, die nicht auf die einheimische ungarische Landrasse zurückgeht. Sie wurde 1816 durch den Anglo-Normänner Hengst Nonius im ungarischen Gestüt Mezöhegyes begründet. |      | Ursprung: Ungarn, 19. Jahrhundert Zuchtgebiet: Ungarn Verbreitung: gering, Ungarn und angrenzende Länder Stockmaß: 145–165 cm Farben: meist Braune und Rappen Einsatzgebiet: Arbeits- und Zugpferd, Reitpferd                                                  |
| Nooitgedacht Pony (auch: Nooitgedachter, Nooitgedachtperd)         | Das Nooitgedacht Pony ist eine südafrikanische Kleinpferderasse, die aus dem Basutopony unter Beimischung von Arabischen Vollblütern entstand. |      | Ursprung: Südafrika Zuchtgebiet: Ost-Transvaal Verbreitung: derzeit unbekannt, 1992 ca. 2000 Exemplare Stockmaß: 138–163 cm Farben: alle Grundfarben, kein Weiss, keine blauen Augen Einsatzgebiet: Reitpferd                                                  |
| Nordlands-Lyngspferd (auch: Lofoten-Pony, Nordlandshest)           | Das Nordlands-Lyngspferd ist eine ursprüngliche, kräftige Ponyrasse aus Norwegen, deren Gesamtbestand rund 2300 Exemplare umfasst. |      | Ursprung: Norwegen Zuchtgebiet: Norwegen, Schweden Verbreitung: etwa 2300 Exemplare, davon rund 200 im Zuchteinsatz Stockmaß: 125–145 cm Farben: alle Grundfarben, Falben und Isabellen Einsatzgebiet: Reit-, Fahr- und Therapiepferd, früher als Arbeitspferd |
| Nordschwedisches Kaltblut                                          | Das Nordschwedische Kaltblut ist ein sehr fleißiges kleines Zugpferd. Der Hals ist kurz und dick. Die Mähne ist sehr dicht und grob. Der Kopf wirkt viereckig. Die Schultern sind schräg, daher hat das Pferd ein gutes Galoppiervermögen. Das Pferd ist ungefähr 160 cm groß und ist in allen Grundfarben anzutreffen.                                |      | Ursprung: Schweden Zuchtgebiet: Schweden Verbreitung: Schweden Stockmaß: 145–160 cm Farben: Braune, Rappen, Füchse, Isabellen, Stichelhaarig Einsatzgebiet: Forstwirtschaft, Wagenpferde                                                                       |
| Norfolk Trotter                                                    | |      | Ursprung: England Einsatzgebiet: Wagenpferde |
| Noriker (auch: Abtenauer, Pinzgauer)                               | Der Noriker ist ein mittelschweres, kräftiges und ausdauerndes Gebirgskaltblutpferd. Das Zuchtgebiet umfasst die Gebirgslagen der österreichischen und deutschen Alpen. Ein kleinerer Typ des Norikers war der Abtenauer, der in Abtenau gezüchtet wurde, mittlerweile aber in der modernen Norikerpopulation Österreichs aufgegangen ist.             |      | Ursprung: Österreich Zuchtgebiet: Österreich und Bayern Verbreitung: außerhalb des Hauptzuchtgebiets gering Stockmaß: 155–165 cm Farben: fast alle Einsatzgebiet: Reit- und Wagenpferd                                                                         |
| Normannischer Cob (auch: Cob Cultural, Cob Normand, Normänner Cob) | Der Normannische Cob ist eine französische Pferderasse. |      | Ursprung: Frankreich Zuchtgebiet: Frankreich, schwerpunktmäßig in der Normandie Verbreitung: ca. 12.400 Exemplare Stockmaß: 158–171 cm Farben: Braune, selten Rappen und Füchse Einsatzgebiet: Schlachtpferd, leichter Zug, Freizeit                           |
| Norwegisches Fjordpferd (auch: Fjordpferd, Fjordpony, Norweger)    | Das Norwegische Fjordpferd ist eine Pferderasse aus den Küstengebieten Norwegens. |      | Ursprung: Norwegen Zuchtgebiet: Skandinavien Verbreitung: Norwegen, Deutschland, Dänemark, Westeuropa Stockmaß: 135–150 cm Farben: Falben Einsatzgebiet: Freizeitreiten, Lastpferd, Zugpferd                                                                   |
| NRPS-Pony (auch: Niederländische Reitpony)                         | Das Niederländische Reitpony wird eingetragen vom Nederlands Rijpaarden en Pony Stamboek, das 1981 eröffnet wurde. Diese Ponys müssen mindestens 20 Prozent arabischen Blutanteil haben. |      | Ursprung: Niederlande Zuchtgebiet: Niederlande Verbreitung: abnehmend Stockmaß: bis 148 cm Einsatzgebiet: Reit- und Sportpony |

## O
| Rasse                                                                      | Beschreibung | Bild | Kurzinformation |
| -------------------------------------------------------------------------- | --- | ---- | --- |
| Ölandpferd (auch: Ölännigen)                                               | Das Ölandpferd war eine Pferderasse auf der schwedischen Ostseeinsel Öland. Die Rasse starb Anfang des 20. Jahrhunderts aus. Es gibt Bestrebungen zur Neuzüchtung. |      | Ursprung: Öland Verbreitung: ausgestorben Stockmaß: bis 105 cm |
| Österreichisches Warmblut                                                  | Das Österreichische Warmblut ist eine Warmblüter-Pferderasse, die auf das Altösterreichische Warmblut zurückgeht. |      | Ursprung: Österreich Zuchtgebiet: Österreich Verbreitung: Österreich Stockmaß: ab 160 cm Farben: alle Einsatzgebiet: Sportpferd |
| Oldenburger                                                                | Der Oldenburger ist eine deutsche Reitpferderasse. Namensgebend ist das Hauptzuchtgebiet Oldenburg in Norddeutschland mit einem der größten deutschen Pferdezuchtverbände. Hier wurde nachweislich bereits seit dem Anfang des 17. Jahrhunderts die Zucht der Rasse betrieben, die inzwischen als „Alt-Oldenburger“ bezeichnet wird. Der heutige Oldenburger ein bekannter Sportpferdtyp mit großen internationalen Erfolgen. |      | Ursprung: Deutschland, 17. Jahrhundert Zuchtgebiet: Oldenburg Verbreitung: vor allem in Deutschland, ca. 310 Zuchthengste und ca. 8.400 Zuchtstuten Stockmaß: 165–179 cm Farben: Rappen, Braune, Füchse, Schimmel Einsatzgebiet: Sport- und Kutschpferd |
| Orlow-Traber                                                               | Der Orlow-Traber ist eine Pferderasse aus Russland. Seine Zucht begann Ende des 18. Jahrhunderts. |      | Ursprung: Chrenowoje bei Bobrow, heute Oblast Woronesch Zuchtgebiet: Russland Verbreitung: fast ausschließlich Russland Stockmaß: ca. 160 cm Farben: Schimmel, Füchse, Braune, Rappen Einsatzgebiet: Fahrsport, Landwirtschaft                          |
| Ostbulgarisches Warmblut (auch: Igarska, bulgarisch: Източнобългарски кон) | Das Ostbulgarische Warmblut ist ein halbblütiges Reit-, Fahr- und Rennpferd aus Bulgarien. |      | Ursprung: Ostbulgarien Zuchtgebiet: Bulgarien Verbreitung: rund 230 Exemplare Stockmaß: um 165 cm Farben: Meist Braune, Rappen, Füchse und Schimmel, selten Schecken Einsatzgebiet: Reit-, Renn- und leichtes Fahrpferd                                 |
| Ostfriese/Alt-Oldenburger                                                  | Als Alt-Oldenburger und Ostfriesen werden Pferde ehemals eigenständiger Rassen bezeichnet, für die seit Ende der 1980er Jahre ein gemeinsames Zuchtbuch existiert. Die Pferderasse wird heute unter der gemeinsamen Bezeichnung Ostfriese/Alt-Oldenburger geführt. |      | Ursprung: Ostfriesland Zuchtgebiet: Ostfriesland Verbreitung: gering Stockmaß: 158–168 cm Farben: Füchse, Rappen, Braune, Schimmel Einsatzgebiet: Fahrpferd                                                                                             |

## P
| Rasse                                                                         | Beschreibung | Bild | Kurzinformation |
| ----------------------------------------------------------------------------- | --- | ---- | --- |
| Paint Horse                                                                   | Das Paint Horse ist eine gescheckte Pferderasse, die ihren Ursprung im American Quarter Horse hat. Seine einfarbigen Nachkommen wurden früher als Breeding Stock, heute als Solid Paint Bred Horse bezeichnet. In den 1960er Jahren wurde die American Paint Horse Association gegründet. |      | Ursprung: USA, 18. Jahrhundert Zuchtgebiet: USA Verbreitung: weltweit Stockmaß: 142–158 cm Farben: Schecken Einsatzgebiet: Westernreiten |
| Panjepferd                                                                    | Das Panjepferd (von panje = russischer oder polnischer Bauer) fand in der Landwirtschaft Osteuropas Verwendung und war bekannt für Härte und Anspruchslosigkeit. Das Panjepferd ging aus eher planlosen Kreuzungen hervor und ist die Stammform des Koniks. Das „Panjepferd“ ist eher das Landwirtschaftspferd Osteuropas als eine Rassebezeichnung. |      | Ursprung: Osteuropa (Polen), Russland, Ukraine Zuchtgebiet: Osteuropa Verbreitung: gering Stockmaß: 130–148 cm Farben: dunkelgrau, mausgrau, falb Einsatzgebiet: Zucht und Landwirtschaft |
| Paso Fino                                                                     | Paso Fino ist eine südamerikanische Gangpferd-Rasse. Paso Fino heißt übersetzt: „feiner Gang“. Nach ihnen ist auch eine Pferdegangart benannt. |      | Ursprung: Kolumbien, Puerto Rico, Hispaniola Zuchtgebiet: USchlachtpferdSA, Kolumbien Verbreitung: vorwiegend im Zuchtgebiet Stockmaß: 140–155 cm Farben: alle Einsatzgebiet: Reitpferd, Schau- und Freizeitpferd |
| Paso Iberoamericano                                                           | Der Paso Iberoamericano ist eine zu den Gangpferden zählende Pferderasse aus Costa Rica. |      | Ursprung: Costa Rica Zuchtgebiet: Costa Rica Verbreitung: vorwiegend im Zuchtgebiet Stockmaß: 144–160 cm Farben: alle Farben außer Schecken Einsatzgebiet: Reitpferd, Schau- und Freizeitpferd |
| Paso Peruano (auch: Caballo de Paso)                                          | Der Paso Peruano ist eine Pferderasse aus Südamerika. |      | Ursprung: Peru Zuchtgebiet: Peru Verbreitung: Peru, USA, Europa Stockmaß: 142–155 cm Farben: alle, Schecken sind nicht zur Zucht zugelassen Einsatzgebiet: Freizeitreiten |
| Peneia-Pony                                                                   | Das Peneia-Pony ist eine aus griechischen Provinz Eleia stammende Pferderasse. |      | Ursprung: Griechenland Stockmaß: 127–142 cm Farben: Stichelhaarige, Füchse, Rappen Einsatzgebiet: Landwirtschaft, Transport- und Reitpferd |
| Percheron                                                                     | Das Percheron ist eine Kaltblutpferderasse aus der Region Le Perche in der Normandie. |      | Ursprung: Le Perche, Frankreich Zuchtgebiet: Südfrankreich Verbreitung: Frankreich, Großbritannien, Russland, Nord- und Südamerika, Südafrika, Australien, Japan Stockmaß: 150–165 cm (klein), 165–180 (groß) Farben: Schimmel, selten Rappen Einsatzgebiet: Zug/Arbeitspferd,Schlachtung, landwirtschaftliche Arbeiten |
| Persano                                                                       | Der Persano ist eine Pferderasse, die während des Königreichs Neapel (18. Jahrhundert) im königlichen Gestüt von Persano bei Serre in der Provinz Salerno gezüchtet wurde. Er sieht ähnlich aus wie der Anglo-Araber und entstand durch Kreuzung von Andalusiern, Arabern, Turkmenen und Mecklenburgern. |      | Ursprung: Serre (Kampanien) Zuchtgebiet: Italien Verbreitung: gering Stockmaß: Farben: braun Einsatzgebiet: Militär, Polizei |
| Pfalz-Ardenner                                                                | Der Pfalz-Ardenner ist eine vergleichsweise junge Pferderasse, die um 1900 entstand. Die züchterische Basis ist durch Zuchttiere der französischen Kaltblutrassen, wie insbesondere Lothringer, Comtois und Ardenner, sowie durch Belgier, Rheinisch Deutsches Kaltblut und Bayerisches Kaltblut gekennzeichnet. |      | Zuchtgebiet: Rheinland-Pfalz-Saar Stockmaß: 152 bis 162 cm Farben: Füchse, Braune, Rappen, Schimmel Einsatzgebiet: Arbeitspferd, Freizeitpferd |
| Pindos-Pony                                                                   | Das Pindos-Pony (griechisch: αλογάκι της Πίνδου) ist eine Ponyrasse aus dem Pindos-Gebirge bei Thessalien und Epirus in Griechenland. |      | Ursprung: Griechenland Stockmaß: unter 141 cm Farben: alle Grundfarben Einsatzgebiet: Bergpony |
| Pleven-Pferd (auch: Plevenska)                                                | Das Pleven-Pferd ist ein halbblütiges Reitpferd aus Bulgarien. |      | Ursprung: Bulgarien Zuchtgebiet: Bulgarien Verbreitung: rund 190 Exemplare Stockmaß: rund 160 cm Farben: meist Füchse mit hellem Langhaar Einsatzgebiet: Reitpferd |
| Poitevin (auch: Moulassier Poitevin, Moulassier)                              | Das Poitevin ist eine Kaltblutpferderasse aus dem französischen Poitou. |      | Ursprung: Poitou Zuchtgebiet: Frankreich Verbreitung: Frankreich Stockmaß: Stuten 160, Hengste 168 cm Farben: meist Falben Einsatzgebiet: Maultierzucht |
| Polo Argentino (auch: Argentinisches Polopony)                                | Das Polo Argentino ist eine Pferderasse aus Argentinien. |      | Ursprung: Argentinien Zuchtgebiet: Argentinien Verbreitung: weltweit Stockmaß: durchschnittlich 156 cm Farben: alle Einsatzgebiet: Polo |
| Poney français de selle (auch: Französisches Reitpony)                        | Die Zucht des Französischen Reitponys findet in recht ausgedehntem Umfang in ganz Frankreich, aber besonders in der Mayenne, der Normandie und der Bretagne statt. Es wird ein Pony im Sporttyp angestrebt, welches die Widerstandsfähigkeit eines Ponys mit den sportlichen Fähigkeiten und dem Aussehen eines Pferdes verbindet und sich für Kinder von fünf bis 18 Jahren eignet, obgleich es meist auch Erwachsene abdeckt. Für die Zucht des Poney français de selle kreuzte man Landais-Ponys mit importierten Connemara-, Welsh- und New-Forest-Hengsten und führte Arabisches Vollblut bei. Besonders das Connemara-Pony hatte einen großen Einfluss. Zudem importierte man zusätzlich Reitponys aus Deutschland, Belgien und Holland. |      | Ursprung: Frankreich Zuchtgebiet: Ganz Frankreich, besonders Mayenne, Bretagne und Normandie Verbreitung: rund 33.000 Exemplare Stockmaß: 125–148 cm Farben: alle Einsatzgebiet: Reit- und Sportpony |
| Pony of the Americas                                                          | Das Pony of the Americas ist eine 1954 in den USA entstandene Pferderasse. Aus der Kreuzung eines Shetlandpony-Hengstes und einer Appaloosa-Stute entstand das robuste Kleinpferd. |      | Ursprung: USA, 1954 Zuchtgebiet: USA Verbreitung: in den USA stark, in Europa gering (tendenziell steigend) Stockmaß: 117–142 cm Farben: Tigerschecken Einsatzgebiet: Sportpferd |
| Pottok-Pony (auch: Poni Vasco Navarro)                                        | Das Pottok-Pony ['pocok] ist eine alte, seltene Ponyrasse aus dem Baskenland. Pottok, mit bestimmtem Artikel auch Pottoka, bedeutet in der baskischen Sprache „kleines Pferd“. Die Tiere leben noch heute halbwild in den westlichen Pyrenäen, sowohl in Frankreich als auch in Spanien. In Spanien sind sie auch unter dem Namen Poni Vasco Navarro bekannt, da sie in den autonomen Regionen Baskenland und Navarra gehalten werden. |      | Ursprung: Baskenland Zuchtgebiet: Frankreich, Spanien Stockmaß: 115–147 cm Farben: alle außer Schimmel |
| Posavina-Pferd (auch: Kroatischer Posavac)                                    | Das Posavina-Pferd (kroat. hrvatski posavac [ ˈpɔːsaʋats], „posavski konj“ oder „posavski bušak“) ist eine aus Kroatien stammende Pferderasse, die zu den Kaltblut-Pferden gezählt wird. Wie der Name des Posavina-Pferdes bereits sagt, stammt die Rasse aus der kroatischen Gegend um den Save-Fluss in Slawonien, auch Posavina genannt. In unmittelbarer Nähe befindet sich die Turopolje-Region, weshalb die Pferderasse auch oft als Turopolje-Pferd bezeichnet wird. |      | Ursprung: Kroatien Zuchtgebiet: Kroatien und Slowenien Stockmaß: 140–150 cm Farben: meist dunkle Farben Einsatzgebiet: Zugpferd |
| Przewalski-Pferd (auch: Mongolisches Wildpferd, Takhi, Asiatisches Wildpferd) | Das Przewalski-Pferd ist ein vom Aussterben bedrohtes mongolisches Wildpferd, das lange für die letzte lebende Wildpferderasse gehalten wurde. Zwischenzeitig war es in freier Wildbahn ausgestorben, doch mittlerweile leben wieder um die 2.000 Exemplare in der Mongolei. |      | Ursprung: gesamte eurasische Steppe Zuchtgebiet:nur wenige Großgrundbesitzer in Europa und Asien Stockmaß: 120–146 cm Farben: hell Braun bis leicht rötlich mit dunkler Mähne und Schweif |
| Pura Raza Española (auch: Iberisches Pferd, PRE, Reine Spanische Rasse)       | Die Pura Raza Española ist eine aus Spanien stammende und seit 1912 streng reglementierte Pferderasse. Die Pferde gehören zu den lange unter dem etwas unscharfen Oberbegriff Andalusier bekannten spanischen Rassepferden. Die Rasse wird vorwiegend in den Regionen Extremadura und Andalusien gezüchtet. PRE-Pferde haben eine nachgewiesene Abstammung (Stutbuch und Körung). |      | Ursprung: Spanien Zuchtgebiet: Spanien, besonders der Südosten (Extremadura und Andalusien) Verbreitung: weltweit Stockmaß: 150–162 cm Farben: sehr häufig Schimmel, daneben Falben, Braune, Rappen, gelegentlich Füchse Einsatzgebiet: Reitpferd bis zur Hohen Schule, Zucht                                           |

## Q
| Rasse                       | Beschreibung | Bild | Kurzinformation |
| --------------------------- | --- | ---- | --- |
| Quarab (auch: Quarab Horse) | Das Quarab Horse ist eine Kreuzung aus dem arabischen Vollblut und den amerikanischen Rassen Paint Horse oder Quarter Horse. |      | Ursprung: USA, 1950er Jahre Zuchtgebiet: USA, Europa Verbreitung: weltweit Stockmaß: 145–160 cm Farben: alle Farben außer Tigerschecken Einsatzgebiet: Westernreiten, Dressur, Springen, Fahren, Freizeit |
| Quba                        | Quba ist eine Pferderasse aus Aserbaidschan.                                                                                 |      | Ursprung: Aserbaidschan Zuchtgebiet: Aserbaidschan Verbreitung: Aserbaidschan Stockmaß: 150 cm Einsatzgebiet: Trag- und Gebrauchspferd                                                                    |

## R
| Rasse                                                                            | Beschreibung | Bild           | Kurzinformation |
| -------------------------------------------------------------------------------- | --- | -------------- | --- |
| Racking Horse                                                                    | Das Racking Horse ist eine US-amerikanische Gangpferderasse, welche um 1970 mit der Gründung eines eigenen Registers und der Festlegung des Zuchtziels entstanden ist. An der Zucht waren maßgeblich Tennessee Walking Horse-Linien beteiligt. Die Rasse hat ihre eigene Organisation, die Racking Horse Breeders' Association of America, mit Sitz in Decatur, AL. |                | Ursprung: USA, 1970 Zuchtgebiet: USA Stockmaß: 150–160 cm Farben: alle inkl. Schecken |
| Rheinisch-Deutsches Kaltblut (auch: fälschlich Rheinisch-Westfälisches Kaltblut) | Das Rheinisch-Deutsche Kaltblut, fälschlich oft als Rheinisch-Westfälisches Kaltblut bezeichnet, ist ein kräftiges, breit gebautes Zug- und Arbeitspferd aus Nordrhein-Westfalen. Es ist heute vom Aussterben bedroht und steht auf der Roten Liste der gefährdeten einheimischen Nutztierrassen in Deutschland.                                                    |                | Ursprung: Nordrhein-Westfalen Zuchtgebiet: Westfalen Verbreitung: vereinzelt Stockmaß: 158–170 cm Farben: Braune, Füchse, Rapp-, Braun- und Fuchsschimmel Einsatzgebiet: Zug- und Arbeitspferd |
| Rheinisches Warmblut                                                             | Das Rheinische Warmblut ist eine noch relativ junge deutsche Pferderasse. |                | Ursprung: Nordrhein-Westfalen Zuchtgebiet: Rheinland Stockmaß: 160–170 cm Farben: alle Grundfarben Einsatzgebiet: Reitpferd                                                                    |
| Rocky Mountain Horse                                                             | Das Rocky Mountain Horse ist eine recht junge Gangpferde-Rasse. Es stammt nicht aus den Rocky Mountains, wie der Name irreführenderweise annehmen lässt, sondern aus den Appalachen. In der Literatur wird es auch als Rocky Mountain Pony oder als Rocky Mountain Saddlehorse bezeichnet.                                                                          |                | Ursprung: Kentucky Zuchtgebiet: USA, Kanada Verbreitung: USA, Kanada, Europa Stockmaß: 147,3–162,5 cm Farben: Braune bevorzugt Einsatzgebiet: Freizeitpferd                                    |
| Rottaler Pferd                                                                   | Das Rottaler Pferd ist ein kräftiges Warmblutpferd, das bis Mitte des 20. Jahrhunderts die im niederbayrischen Rottal vorherrschend gezüchtete Rasse war. | Rottaler Pferd | Ursprung: Niederbayern, 11. Jahrhundert Zuchtgebiet: Rottal Verbreitung: gering Stockmaß: 160–165 cm Farben: Braune und Rappen Einsatzgebiet: Sportpferd                                       |
| Russischer Traber (auch: Metis-Traber)                                           | Der russische Traber (ursprünglich Metis-Traber) ist eine Pferderasse, die Anfang des 20. Jahrhunderts aus der Kreuzung des Orlow-Trabers und des American Standardbred entstand. |                | Ursprung: Russland Anfang bis Mitte des 20. Jahrhunderts Zuchtgebiet: Russland Stockmaß: Stuten ab 160 cm, Hengste ab 163 cm Farben: meist Braune Einsatzgebiet: Pferderennen                  |
| Russisches Kaltblut (auch: Russischer Ardenner)                                  | Das Russische Kaltblut ist eine Kaltblut-Pferderasse, deren Züchtungsursprung in Russland liegt. |                | Ursprung: Russland Zuchtgebiet: Ural und Ukraine Verbreitung: nur im Zuchtgebiet Stockmaß: 150–160 cm Farben: Rotschimmel und Füchse Einsatzgebiet: Arbeitspferd, Schlachtung                  |

## S
| Rasse                                                                                              | Beschreibung | Bild | Kurzinformation |
| -------------------------------------------------------------------------------------------------- | --- | ---- | --- |
| Sable Island Pony                                                                                  | Das Sable Island Pony ist eine sehr seltene Pony-Rasse, die sich durch Isolation auf einer Insel über längere Zeit und natürliche Auslese entwickelt hat. |      | Ursprung: Kanada – Sable Island Zuchtgebiet: Kanada – Sable Island Verbreitung: Kanada – Sable Island Stockmaß: ca. 132–142 cm Farben: Braune, Füchse, Rappen Einsatzgebiet: Reiten, Fahren |
| Sächsisch-Thüringisches Kaltblut                                                                   | Das Sächsisch-Thüringische Kaltblut ist eine Kaltblutpferderasse. |      | Ursprung: Sachsen und Thüringen Zuchtgebiet: Sachsen Verbreitung: gering Stockmaß: 158–165 cm Farben: meist Rappen, Füchse und Braune Einsatzgebiet: Land- und Forstwirtschaft |
| Sächsisch-Thüringisches Schweres Warmblut                                                          | Das Sächsisch-Thüringische Schwere Warmblut ist eine Pferderasse aus den Zuchtgebieten Sachsen und Thüringen. Diese Rasse, die nicht mit dem ebenfalls gezüchteten Sächsisch-Thüringischen Kaltblut zu verwechseln ist, wird oft lediglich als Schweres Warmblut bezeichnet. |      | Ursprung: Sachsen und Thüringen Zuchtgebiet: Sachsen Verbreitung: gering Stockmaß: 157–165 cm Farben: meist Rappen und Braune Einsatzgebiet: Fahrpferd |
| Salerner                                                                                           | Der Salerner ist eine der attraktivsten Warmblutrassen Italiens. Er hat insgesamt eine ansprechende Erscheinung und ist ein guter Typ von Kavalleriepferd mit guter Springveranlagung. |      | Ursprung: Italien Zuchtgebiet: Italien Verbreitung: gering Stockmaß: 163 cm Farben: alle klaren Farben Einsatzgebiet: Reitpferd |
| Sardisches Pferd (auch: Sardischer Anglo-Araber, Sardo)                                            | Das Sardische Pferd ist eine Warmblutrasse Sardiniens mit Ursprung im 16. Jahrhundert. Die Pferde sind in ihrer Heimat als zähe und ausdauernde Reitpferde und gute Springer bekannt. Sie besitzen Härte und Leistungsbereitschaft und werden als mutig und intelligent beschrieben. |      | Ursprung: Sardinien Zuchtgebiet: Sardinien Stockmaß: ca. 157 cm Farben: meist Brauner oder Fuchs, seltener Schimmel oder Rappe |
| Schleswiger Kaltblut                                                                               | Das Schleswiger Kaltblut ist ein freundliches Kaltblutpferd aus Norddeutschland (Schleswig-Holstein). Es ist heute vom Aussterben bedroht und steht auf der Roten Liste der gefährdeten einheimischen Nutztierrassen in Deutschland. |      | Ursprung: Schleswig-Holstein, Dänemark Zuchtgebiet: Schleswig-Holstein Verbreitung: Deutschland ca. 30 Zuchthengste und ca. 210 Zuchtstuten Stockmaß: 156–162 cm Farben: meist Füchse, auch Rappen, Schimmel, Braune Einsatzgebiet: Zug- und Fahrpferd, Arbeitspferd |
| Schwarzwälder Kaltblut (auch: Schwarzwälder, Schwarzwälder Fuchs, St. Märgener Fuchs, Wälderpferd) | Das Schwarzwälder Kaltblut ist eine alte Pferderasse, die insbesondere für die schwere Waldarbeit unter ungünstigen Bedingungen im Schwarzwald gezüchtet wurde, sich aber heute zunehmender Beliebtheit auch als Freizeitpferd erfreut. Es steht auf der Roten Liste der gefährdeten einheimischen Nutztierrassen in Deutschland. |      | Ursprung: Deutschland Zuchtgebiet: Schwarzwald Verbreitung: gering Stockmaß: 148–160 cm Farben: Füchse Einsatzgebiet: Waldarbeit, Freizeitpferd, Arbeitspferd |
| Schwedisches Warmblut                                                                              | Das Schwedische Warmblut ist eine Pferderasse, die auf eine Kreuzung von Andalusiern, Berbern, Friesen, Hannoveraner, Trakehnern, Englischen Vollblütern und Arabern zurückgeht. Ursprünglich als überdurchschnittliches Kavalleriepferd gezüchtet ist es heute ein modernes Sportpferd, besonders für die Dressur, aber auch für den Springsport, die Vielseitigkeit und das Fahren geeignet. |      | Ursprung: 17. Jahrhundert, Schweden Zuchtgebiet: Schweden Stockmaß: 160–170 cm Farben: meist Braune und Füchse Einsatzgebiet: Sportpferd |
| Schweizer Warmblut (auch: Cavallo della Madonna, CH-Warmblut, Einsiedler, moderner Einsiedler)     | Das Schweizer Warmblut ist eine warmblütige Pferderasse, die nach dem Zweiten Weltkrieg entstand. Die wichtigste eingekreuzte Schweizer Rasse ist der Einsiedler (Cavallo della Madonna). Der Einsiedler ist heute nicht mehr vom Schweizer Warmblut zu unterscheiden. |      | Zuchtgebiet: Schweizerisches Nationalgestüt in Avenches Stockmaß: bis 168 cm Einsatzgebiet: Sportpferd |
| Sella Italiano (auch: Italienisches Sportpferd)                                                    | |      | |
| Senner Pferd                                                                                       | Das Senner Pferd ist ein leichtes, mittelgroßes Pferd im Typ des Anglo-Arabers. Es ist elegant und temperamentvoll. Zurzeit herrschen Braune vor, doch sind alle Farben möglich. Das Stockmaß liegt bei 159 bis 165 cm. In der Roten Liste der Gesellschaft zur Erhaltung alter und gefährdeter Haustierrassen e. V. (GEH) wird der Bestand des Senner Pferdes als extrem gefährdet eingestuft. |      | Ursprung: Deutschland Zuchtgebiet: Senne Verbreitung: sehr gering Stockmaß: 159–165 cm Farben: alle Farben möglich |
| Shagya-Araber                                                                                      | Shagya-Araber ist eine Pferderasse. Der Shagya-Araber ist eine weitgehend auf Vollblutarabern aufgebaute, eigenständige Rasse, die mehr Größe, Substanz und Reitpferdepoints aufweist als sein kleinerer und zierlicherer Bruder, der Vollblutaraber. Entwickelt wurde diese Rasse seit Ende des 18. Jahrhunderts in den Ländern der K.u.k.-Monarchie, insbesondere im heutigen Ungarn, Rumänien und der Tschechoslowakei. Dabei wurden bei ausschließlicher Verwendung von Vollblutaraberhengsten zur Erhöhung von Größe und Kaliber gelegentlich und gezielt fremdblütige Stuten eingesetzt, was in den Stutbüchern genauestens vermerkt wurde. |      | Ursprung: Ländern der K.u.k.-Monarchie, insbesondere im heutigen Ungarn, Rumänien und der Tschechoslowakei Zuchtgebiet: Ungarn, Deutschland Verbreitung: Ungarn, Deutschland, Dänemark, Schweiz, Österreich, Polen, Bulgarien, Tschechische Republik, Rumänien, USA, Venezuela Stockmaß: 150–160 cm Farben: meistens Schimmel, selten Rappen, Füchse und Braune Einsatzgebiet: Reitpferd, Sportpferd, Zucht |
| Shetlandpony                                                                                       | Das Shetlandpony kommt ursprünglich von den Shetlandinseln. Sie wurden während der industriellen Revolution auf das britische Festland gebracht und dort im Bergbau unter Tage als Grubenponies eingesetzt. Heute erfreuen sich die robusten Ponys als erste Reitpferde für Kinder sowie als kräftige und ausdauernde Fahrpferde großer Beliebtheit. |      | Ursprung: Shetland-Inseln Zuchtgebiet: England Verbreitung: Europa, USA, in Deutschland ca. 650 Zuchthengste und ca. 3000 Zuchtstuten Stockmaß: 95–102 cm (CH: Keine Untergrenze; Obergrenze: 107 cm) Farben: alle (In der Zucht sind Tiger-Schecken verboten) Einsatzgebiet: Kinder- und Fahrpony, Nutzpony                                                                                                |
| Shire Horse                                                                                        | Das Shire Horse ist ein Kaltblutpferd und mit einem maximalen Gewicht von mehr als 1200 kg sowie einer Widerristhöhe von durchschnittlich 178 cm die größte Pferderasse der Welt. |      | Ursprung: Großbritannien, 18. Jahrhundert Zuchtgebiet: England, Deutschland Verbreitung: Niederlande, Kanada, USA, Südafrika, Australien, Japan, England Stockmaß: Hengste mind. 168 cm, Stuten mind. 163 cm Farben: Braune, Rappen, Schimmel, Fuchs Einsatzgebiet: Arbeits-, Reit- und Showpferd, Wagenpferd                                                                                               |
| Single Footing Horses                                                                              | Single Footing Horses sind Reitpferde. |      | Ursprung: USA Zuchtgebiet: USA Verbreitung: USA Stockmaß: 148–156 cm Farben: Alle Farben |
| Skandinavischer Kaltbluttraber                                                                     | Der Skandinavische Kaltbluttraber ist eine aus der Kreuzung des Dölepferdes mit dem nordschwedischen Pferd entstandene leichte Kaltblutrasse, die in ihrem Heimatland hauptsächlich für Trabrennen eingesetzt wird. |      | Ursprung: Norwegen Zuchtgebiet: Norwegen und Schweden Stockmaß: um 155 cm Farben: meist Braune, Rappen und Füchse Einsatzgebiet: Trabrennen |
| Skyros-Pony                                                                                        | Das Skyros-Pony ist eine uralte, autochthone Pferderasse von der Insel Skyros. Es ist Griechenlands kleinstes Pony und wird von den Einheimischen auch Hipparion ‚Pferdchen‘ genannt. |      | Ursprung: Skyros Zuchtgebiet: Griechenland Stockmaß: 90–115 cm Farben: Falben, Braune und Schimmel Einsatzgebiet: Lasttier, Landwirtschaft, Kinderreitpferd |
| Slovenský športový pony                                                                            | Das Slowakische Reitpony ist das Ergebnis eines Experimentes der Landwirtschaftlichen Universität von Nitra in der Slowakei. Man begann mit der Zucht 1980. |      | Ursprung: Slowakei, Landwirtschaftliche Universität von Nitra Zuchtgebiet: Slowakei, rund um Nitra Verbreitung: rund 200-300 Exemplare Stockmaß: durchschnittlich 138-140 cm Einsatzgebiet: Reit- und Sportpony |
| Slowakisches Warmblut                                                                              | Das Slowakische Warmblut ist eine Pferderasse. |      | Ursprung: Slowakei Zuchtgebiet: Slowakei Verbreitung: gering Stockmaß: bis 180 cm Farben: meist Braune und Apfelschimmel, selten Füchse und Rappen Einsatzgebiet: Sportpferd |
| Somali Pony                                                                                        | |      | |
| Sorraia                                                                                            | Eine 1920 von Ruy d’Andrade begründete Pferderasse aus Portugal, die aus von ihm ausgewählten Bauernpferden hervorging. |      | Ursprung: Iberien Zuchtgebiet: Portugal Verbreitung: sehr gering Stockmaß: um 140 cm Farben: Gelb/Braunfalbe und Graufalbe, (selten) Dunkelbraune Einsatzgebiet: Reiten, halbwild lebend |
| Sowjetisches Kaltblut (auch: Sowjetisches Lastpferd)                                               | |      | |
| Spotted Saddle Horse                                                                               | |      | |
| | |      | |
| Sudan Country-Bred                                                                                 | |      | |
| Suffolk Punch                                                                                      | Das Suffolk Punch ist eine kleine, untersetzte, sehr alte Pferderasse, die schon Anfang des 16. Jahrhunderts schriftlich erwähnt wurde und als kräftiges Zugpferd bekannt ist. Es gilt als gutmütig und leicht zu führen. |      | Ursprung: Großbritannien Verbreitung: Europa, USA, Pakistan, Australien Stockmaß: 163–170 cm Farben: Fuchs Einsatzgebiet: schweres Zugpferd, landwirtschaftliche Arbeiten |
| Sumba-Pony                                                                                         | Das Sumba-Pony ist eine urtümliche Pferderasse von der indonesischen Insel Sumba, die große Ähnlichkeit mit mongolischen und chinesischen Primitivponys hat. Es dient in Indonesien als Last- und Zugtier. Außerdem trifft man es in traditionellen Tanzwettbewerben an, in denen es durch einstudierte Schritte Glöckchen, die an seinen Knien befestigt sind, zum Klingen bringen muss. Das Sumbawa-Pony ist nahezu identisch mit dem Sumba-Pony, es stammt von der indonesischen Insel Sumbawa. |      | Ursprung: Indonesien Zuchtgebiet: Indonesien Stockmaß: um 120 cm Farben: Falben Einsatzgebiet: Last- und Zugtier |

## T
| Rasse                                                                                                   | Beschreibung | Bild | Kurzinformation |
| --- | --- | ---- | --- |
| Tennessee Walking Horse                                                                                 | Das Tennessee Walking Horse ist ein im 19. Jahrhundert aus Narragansett Pacer sowie American Standardbred, Morgan, Vollblut und American Saddlebred gezüchtetes Gangpferd. |      | Ursprung: USA Zuchtgebiet: USA, insbesondere Tennessee Verbreitung: hauptsächlich im Zuchtgebiet Stockmaß: 153–163 cm Farben: alle Einsatzgebiet: Reit- und Showpferd                                                                                   |
| Tersker                                                                                                 | Der Tersker ist eine russische Pferderasse. |      | Ursprung: Russland Zuchtgebiet: Russland Verbreitung: hauptsächlich im Zuchtgebiet Stockmaß: 150–156 cm Farben: meist Schimmel Einsatzgebiet: Turnierpferd                                                                                              |
| Thessalisches Pony                                                                                      | Bei dem Thessalischen Pony handelt es sich um eine griechische Ponyrasse, die in den Regionen Thessalien und Westmakedonien verbreitet ist. |      | Ursprung: Griechenland, Region Thessalien Zuchtgebiet: Griechenland Verbreitung: ca. 1.100 Tiere Stockmaß: 132–147 cm Farben: alle Grundfarben Einsatzgebiet: leichtes Reit- und Fahrpferd                                                              |
| Timor-Pony                                                                                              | Das Timor-Pony ist eine urtümliche Pferderasse von der Insel Timor. Es ist die kleinste Pferderasse auf den südostasiatischen Inseln. Es dient dort auch heute noch als alltägliches Last- und Reittier. Timor-Ponys wurden ab 1803 auch nach Australien exportiert, wo sie bei der Züchtung des Australischen Ponys eine große Rolle spielten.                                                               |      | Ursprung: Timor Stockmaß: 100–120 cm Farben: Häufig Braune, Rappen und Füchse, selten Schimmel und Schecken Einsatzgebiet: Reit- und Lasttier |
| Tinker (auch: Coloured Cob, Gypsy Cob, Gypsy Vanner, Irish Tinker)                                      | Tinker ist ursprünglich die Bezeichnung für die Pferde fahrender Kesselflicker (Tinker) in Großbritannien und Irland, die in den 90er Jahren in Mitteleuropa zu Modepferden avancierten. In den USA nennt man diese Pferde Gypsy Vanner, in Deutschland schlicht Tinker. |      | Ursprung: Großbritannien und Irland Zuchtgebiet: überwiegend Europa Verbreitung: weit verbreitet Stockmaß: 135–170 cm Farben: alle, häufig Schecken Einsatzgebiet: Zug- und Reitpferd                                                                   |
| Tokara-Pony                                                                                             | Das Tokara-Pony (japanisch トカラ馬, Tokara-uma) ist eine japanische Pferderasse, die in dieser Form schon vor der europäischen Entdeckung Japans vorkam. Es ist neben dem Hokkaido-, Kiso-, Noma-, Taishu-, Misaki-, Miyako- und Yonaguni-Pony eine von 8 endemischen noch existienten Pferderassen Japans.                                                                                                  |      | Ursprung: Takarajima in Japan Zuchtgebiet: Takarajima Verbreitung: Kyūshū Stockmaß: 108–121 cm Farben: Braune, Füchse, Rappen |
| Tori (auch: Torgelsches Pferd)                                                                          | Das Tori-Pferd ist eine estnische Pferderasse, die auf dem Estnischen Klepper aufbaut. |      | Ursprung: Tori / Estland Zuchtgebiet: Estland Verbreitung: gering Stockmaß: 162–168 cm Farben: vornehmlich Füchse, aber auch Rappe, Brauner, Isabell Einsatzgebiet: Reitpferd, Landwirtschaft                                                           |
| Traber                                                                                                  | Traber bezeichnet verschiedene Pferderassen, die bei Trabrennen eingesetzt werden. Ursprünglich züchtete man besonders leistungsfähige Wagenpferde und die ersten Trabrennen waren nichts anderes als Zuchtleistungsprüfungen. Zusätzlich zu den drei Grundgangarten Schritt, Trab und Galopp haben viele Traber durch den Einfluss des American Standardbreds auch eine genetische Anlage zum Tölt und Pass. |      | Ursprung: Amerika, Frankreich, Deutschland, England Zuchtgebiet: weltweit Verbreitung: weltweit Stockmaß: 145–175 cm Farben: meistens Braune, einige Füchse und Rappen, selten Schimmel Einsatzgebiet: Rennen, Freizeit-, Distanz-, Wanderreiten        |
| Trait du Nord                                                                                           | Das Trait du Nord ist ein französisches Arbeitspferd. Es stammt vor allem von niederländischen und belgischen Kaltblütern sowie Ardennern ab. Seit dem Jahr 1919 gibt es ein Stutbuch. |      | Ursprung: Frankreich Verbreitung: Frankreich Stockmaß: 160–170 cm Farben: Brauner, Rotfuchs, stichelhaarig, Fuchs Einsatzgebiet: schweres Zugpferd, landwirtschaftliche Arbeiten                                                                        |
| Trakehner                                                                                               | Der Trakehner ist in der Pferdezucht eine der bedeutendsten deutschen Reitpferderassen. Trakehner sind vor allem im Dressur- und Vielseitigkeitssport erfolgreich, werden aber auch im Springreiten erfolgreich verwendet. |      | Ursprung: Hauptgestüt Trakehnen, 13. Jahrhundert Zuchtgebiet: Deutschland, Russland, Polen Verbreitung: weit verbreitet, insgesamt ca. 280 Zuchthengste und ca. 4.500 Zuchtstuten Stockmaß: 160–170 cm Farben: alle Einsatzgebiet: Sportpferd, Veredler |
| Trotteur Français (auch: Französischer Traber)                                                          | Der Trotteur Français ist eine Pferderasse, die auf die Veredlung des Anglo-Normannen, eines Ende des 19. Jahrhunderts sehr begehrten Wagenpferdes, mit dem englischen Vollblüter zurückgeht. |      | Ursprung: Normandie Zuchtgebiet: Frankreich Verbreitung: weltweit Stockmaß: bis 168 cm Farben: Brauner, Rappe, Fuchs Einsatzgebiet: Trabrennen |
| Tschechisches Warmblut (auch: Böhmisches Warmblut, Mährisches Warmblut, tschechisch Český teplokrevník) | Das Tschechische Warmblut ist eine Sportpferderasse. |      | Ursprung: Tschechien Zuchtgebiet: Tschechien Verbreitung: ca. 19.000 Tiere Stockmaß: um 165 cm Farben: alle Grundfarben Einsatzgebiet: Reit- und Freizeitpferd                                                                                          |
| Turkmene                                                                                                | |      | |
| Tuigpaard                                                                                               | Das Tuigpaard, auch Holländisches Wagenpferd oder kurz Tuiger genannt, ist eine niederländische Warmblut-Pferderasse |      | Ursprung: USA Zuchtgebiet: Niederlande Verbreitung: Niederlande, USAt Stockmaß: 158–160 cm Farben: alle Grundfarben, zumeist Füchse mit großflächigen Abzeichen, Rappen selten, Schimmel sehr selten, Braune unerwünscht                                |

## U
| Rasse                                               | Beschreibung | Bild | Kurzinformation |
| --------------------------------------------------- | --- | ---- | --- |
| Ukrainer                                            | |      | |
| Ungarisches Sportpferd (auch: Ungarisches Warmblut) | |      | [ 7 ] |
| Urfreiberger                                        | Der Urfreiberger ist die letzte in der Schweiz bestehende Pferderasse im „Wirtschaftstyp“. Er verkörpert den historischen Juraschlag, des Freiberger Kaltblutpferdes in Reinzucht seit 1950. Diese Rasse zeichnet sich durch ihre Vielseitigkeit im praktischen Einsatz ebenso aus, wie durch ihre gute Gesundheit, Robustheit, Anspruchslosigkeit, durch ihren guten Charakter und die einfache Handhabung in der Ausbildung. |      | Ursprung: Schweiz (Jura) Zuchtgebiet: Schweiz Verbreitung: vorw. Mitteleuropa Stockmaß: 150–160 cm Farben: Braune und Füchse Einsatzgebiet: Arbeits-, Reit- und Fahrpferde |

## V
| Rasse          | Beschreibung | Bild | Kurzinformation |
| -------------- | --- | ---- | --- |
| Vlaamperd      | Das Vlaamperd (auch SA Vlamperd oder Vlamperd) ist eine Pferderasse, die sich beginnend im 19. Jahrhundert in Südafrika entwickelte. Die wichtigste Grundlage waren aus den Niederlanden und Belgien importierte Friesen. |      | Ursprung: Südafrika Zuchtgebiet: Südafrika Verbreitung: Südafrika, selten Stockmaß: 147–157 cm Farben: Rappen, Stuten gelegentlich dunkelbraun Einsatzgebiet: Fahrpferd, Reitpferd |
| Vollblutaraber | Der Vollblutaraber − auch Arabisches Vollblut − ist die rein gezogene Form des Arabischen Pferdes, welches zur Gruppe der Vollblüter gehört. Shagya-Araber, Anglo-Araber, Arabische Halbblüter und Araber werden vom Reinzucht Arabischen Vollblüter unterschieden, da sie alle einen Anteil an Fremdblut aufweisen. Ein Vollblutaraber, der in seinen sämtlichen Abstammungslinien erwiesenermaßen auf Originalaraber aus der Wüstenzucht der Beduinen auf der Arabischen Halbinsel zurückgeht, wird als „asil“ (arabisch: „echt“) bezeichnet. In deutschen Abstammungspapieren wird der Vollblutaraber durch ein ox hinter dem Namen gekennzeichnet. |      | Ursprung: Arabische Halbinsel Zuchtgebiet: Orient, USA, Großbritannien, Ungarn, Polen, Deutschland, Russland Verbreitung: weltweit Stockmaß: 140–156 cm Farben: Häufig Schimmel aber auch Füchse, Braune, Rappen; Schecken werden toleriert Einsatzgebiet: Reitpferd, Distanzsport, Zucht, Show, Wanderreiten |

## W
| Rasse                                                                                                | Beschreibung | Bild | Kurzinformation |
| --- | --- | ---- | --- |
| Waler                                                                                                | Der Waler ist eine Australische Pferderasse. Der Name leitet sich von seinem Herkunftsgebiet New South Wales ab. |      | Ursprung: Australien Verbreitung: Australien Stockmaß: 150 bis 170 cm Farben: alle |
| Warlander                                                                                            | Der Warlander ist eine australische Barockpferderasse, die in den 1990er-Jahren aus der Anpaarung von Friesen und iberischen Pferden entstanden ist. |      | Ursprung: Australien Zuchtgebiet: Australien, Deutschland Verbreitung: in Deutschland 6 Exemplare Stockmaß: 150 bis 165 cm Farben: alle Grundfarben Einsatzgebiet: barockes Reit- und Fahrpferd, Hohe Schule |
| Weißrussisches Kaltblut (auch: Belorussisches Lastpferd)                                             | |      | |
| Welsh-Pony                                                                                           | Die Welsh-Ponys stammen aus der Region Wales in Großbritannien und gehören heute zu den beliebtesten Reitponys in Europa. Sie werden unterteilt in die Gruppen Welsh-Mountain-Pony − auch Welsh-Pony Sektion A −, Welsh-Pony Sektion B und C, sowie den Welsh-Cob − auch Welsh-Pony Sektion D. |      | Ursprung: Wales/Großbritannien Zuchtgebiet: weltweit Verbreitung: weltweit Stockmaß: je nach Sektion… bis 122 cm (Sektion A), bis 137 cm (Sektionen B und C), 145–155 cm (Sektion D) Farben: häufig Schimmel, Füchse, Braune, Rappen und selten auch Falben Einsatzgebiet: je nach Sektion als Reit- und Fahrpferd |
| Westfale                                                                                             | Der Westfale ist eine Pferderasse und nach dem Hannoveraner die zweitgrößte geschlossene deutsche Warmblutzucht. |      | Ursprung: Westfalen Zuchtgebiet: Westfalen Verbreitung: in Deutschland verbreitet, ca. 240 Zuchthengste und ca. 8.500 Zuchtstuten Stockmaß: 165–172 cm Farben: meist Braune und Füchse, selten Rappen und Schimmel Einsatzgebiet: Sport- und Freizeitpferd                                                         |
| Wielkopolski (auch: Polnisches Warmblut)                                                             | Der Wielkopolski ist eine der bedeutendsten Warmblut-Pferderassen in Polen. Er ist ein naher Verwandter der Trakehner und wird häufig als polnisches Pendant zum Anglo-Araber betrachtet. Ein Wielkopolski ist ein Warmblüter mit sehr guten Anlagen zum Vielseitigkeitsreiten.                |      | Ursprung: Polen Zuchtgebiet: Polen, Posen und Masuren Verbreitung: Osteuropa, hauptsächlich Polen Stockmaß: 162–168 cm Farben: alle Einsatzgebiet: Veredler, Reit- und Fahrpferd |
| Wjatka                                                                                               | |      | |
| Wladimirer Kaltblut (auch: Wladimir-Pferd, russisch Влади́мирский тяжелово́з/Wladimirski tjaschelowos) | Das Wladimirer Kaltblut ist eine Kaltblut-Pferderasse mit Züchtungsursprung in Russland. |      | Ursprung: Russland Zuchtgebiet: Oblaste Wladimir und Iwanowo Verbreitung: vorwiegend im Zuchtgebiet Stockmaß: Hengste 165 cm, Stuten 162 cm Farben: Braune, Füchse und Rappen Einsatzgebiet: Arbeits-, Zug- und Kutschpferd                                                                                        |
| Woronesch-Pferd (auch: Bitjug-Pferd)                                                                 | |      | |
| Württemberger Warmblut (auch: Baden-Württemberger)                                                   | Das Württemberger Warmblut ist eine Warmblut-Hauspferderasse, hauptsächlich gezüchtet im Haupt- und Landgestüt Marbach. Ihre ursprüngliche Zuchtform wird heute als Altwürttemberger bezeichnet.                                                                                               |      | Ursprung: Haupt- und Landgestüt Marbach Zuchtgebiet: Baden-Württemberg Verbreitung: gering, ca. 100 Zuchthengste und ca. 3.900 Zuchtstuten Stockmaß: 160–175 cm Farben: häufig Füchse und Braune Einsatzgebiet: Reit- und Fahrsport, landwirtschaftliche Arbeiten                                                  |

## Y
| Rasse                                    | Beschreibung | Bild | Kurzinformation |
| ---------------------------------------- | --- | ---- | --- |
| Yonaguni-Pony (auch: japanisch 与那国馬) | Das Yonaguni-Pony ist eine der acht japanischen Ponyrassen. Der Bestand ist mit rund 85 Exemplare sehr gering. Sein Verbreitungsgebiet sind die Insel Yonaguni und die Ryukyu-Inseln, wo es sich das Grasland mit Rindern teilt. |      | Ursprung: Japan Zuchtgebiet: Insel Yonaguni und Ryukyu-Inseln Verbreitung: um 85 Exemplare (Stand 2008) Stockmaß: Stuten um 116 cm, Hengste um 120 cm Einsatzgebiet: Reitpferd |

## Z
| Rasse                               | Beschreibung | Bild | Kurzinformation |
| ----------------------------------- | --- | ---- | --- |
| Zangersheider Pferd                 | Das Zangersheider Pferd ist ein modernes Sportpferd im Rechteckformat, das sich besonders für den Springsport eignen soll. Gezüchtet wird es seit den 1970er-Jahren auf dem belgischen Gestüt Zangersheide. Aufgrund seiner jungen Geschichte und der offenen Zuchtpolitik ist das Zangersheider Pferd in Aussehen und Größe eher uneinheitlich. |      | Ursprung: Deutschland, 18. Jahrhundert Zuchtgebiet: Herzogtum Pfalz Verbreitung: Deutschland und USA Stockmaß: 160–170 cm Farben: Braune, Rappen, Füchse und Schimmel Einsatzgebiet: Sportpferd                                                |
| Žemaitukas (auch: Zhmud, Zhemaichu) | Der Žemaitukas (litauisch; Mehrzahl žemaitukai, Diminutiv zu žemaitis ‚Niederlitauer‘) ist eine Ponyrasse aus dem osteuropäischen Raum. Die Ponys sind sehr robust. Ihre Verwendung in der Landwirtschaft ist rückgängig zugunsten von Einsatz im Tourismus und im Pferdesport.                                                                  |      | Ursprung: Litauen, insbesondere Niederlitauen Zuchtgebiet: Litauen (Staats- und Privatgestüte) Verbreitung: Litauen Stockmaß: 128–142 cm Farben: Brauner, Graufalben, Graubraune, Grauschimmel, Rappen Einsatzgebiet: Zucht und Landwirtschaft |
| Zweibrücker Warmblut                | Das Zweibrücker Warmblut ist eine deutsche Pferderasse. |      | Ursprung: Deutschland, 18. Jahrhundert Zuchtgebiet: Herzogtum Pfalz Verbreitung: Deutschland und USA Stockmaß: 160–170 cm Farben: Braune, Rappen, Füchse und Schimmel Einsatzgebiet: Sportpferd                                                |